# Guerra de Independência de Angola
A Guerra de Independência de Angola, também conhecida como Luta Armada de Libertação Nacional, foi um conflito armado entre as forças independentistas de Angola — UPA/FNLA, MPLA e, a partir de 1966, a UNITA — e as Forças Armadas de Portugal. Na opinião de Angola, a guerra teve início a 4 de Fevereiro de 1961, quando um grupo de cerca de 200 angolanos, supostamente ligados ao MPLA, atacou a Casa de Reclusão Militar, em Luanda, a Cadeia da 7.ª Esquadra da polícia, a sede dos CTT e a Emissora Nacional de Angola No entanto, para Portugal e para a FNLA, a data é 15 de Março do mesmo ano, data do massacre perpetrado pelas forças de Holden Roberto, a UPA, na região Norte de Angola. A guerra prolongar-se-ia por mais 13 anos, terminando com um cessar-fogo em Junho (com a UNITA) e Outubro (com a FNLA e o MPLA) de 1974. A independência de Angola foi estabelecida a 15 de Janeiro de 1975, com a assinatura do Acordo do Alvor entre os quatro intervenientes no conflito: Governo português, FNLA, MPLA e UNITA. A independência e a passagem de soberania ficou marcada para o dia 11 de Novembro desse ano.
Depois de quatro séculos de presença em território africano, no final do século XIX, Portugal achou-se no direito de reivindicar a soberania dos territórios desde Angola a Moçambique, junto das outras potências europeias. Para tal, teria lugar a Conferência de Berlim em 1884. A partir desta data, foram várias as expedições efectuadas aos territórios africanos, às quais se seguiram campanhas militares com o objectivo de "pacificar" as populações. A população tentou resistir mas, dada a superioridade bélica de Portugal, rapidamente abandonaram a resistência por meio das armas. Décadas depois, Portugal foi colocado frente-a-frente com guerras de independência, a primeira das quais a de Angola, que também marcou o início da Guerra Colonial Portuguesa. Seguir-se-iam as da Guiné-Bissau (1963) e de Moçambique (1964). Influenciadas pelos movimentos de autodeterminação africanos do pós-guerra, o grande objectivo das organizações independentistas era "libertar Angola do colonialismo, da escravatura e exploração", impostos por Portugal. Embora Angola fosse um território de grande riqueza de recursos naturais, nomeadamente em café, petróleo, diamantes, minério de ferro e algodão, para o Governo de Portugal, liderado por António de Oliveira Salazar, o que era preciso defender era o regime e não a economia. Muitas vezes incentivados pelo próprio Estado português, cerca de 110 000 imigrantes foram para as colónias africanas, a grande maioria para Angola, nas décadas de 1940 e 1950; em 1960, dos cerca de 126 000 colonos residentes em Angola, 116 000 eram originários de Portugal.
Do ponto de vista militar, as tropas portuguesas tiveram que enfrentar uma guerra de guerrilha não convencional, para a qual não estavam preparadas nem motivadas. O esforço de guerra recaiu sobre o Exército, dadas as características do conflito, apoiado por meios navais e aéreos. Inicialmente, o equipamento do exército português estava obsoleto (a maioria datava da Segunda Guerra Mundial e algum era mesmo anterior), e o número de forças era de cerca de 6 500 homens. A partir do primeiro ano, as forças portuguesas passaram de 33 000 homens (1961) até atingir um contingente de 65 000 no final da guerra, que reunia todos os ramos das Forças Armadas. Embora superior em homens, estes precisavam do apoio dos meios navais e aéreos, taticamente mais fortes. No entanto, por falta de recursos para utilizar este meios, e pela natureza desgastante do conflito, Portugal foi perdendo a sua superioridade ao longo do conflito. Para combater a guerrilha, Portugal teve de se adaptar com técnicas de contra-subversão a partir de 1966. Em relação à guerrilha, esta estava completamente adaptada ao terreno e ao clima difícil de Angola: moviam-se sem dificuldade em pequenos grupos (10 a 40 elementos), aproveitando-se, ao nível logístico e operacional, do apoio das populações. No entanto, uma das principais ameaças dos guerrilheiros vinha do seu interior: disputas tribais, diferenças étnicas e culturais. Ao longo do conflito, a UPA/FNLA, o MPLA e a UNITA, que actuavam em diferentes regiões de Angola, por vezes defrontavam-se entre eles Estas divergências iriam agudizar-se após a Independência de Angola, com a Guerra Civil Angolana.
Em Portugal, a guerra colonial era há muito tempo contestada: a população via os seus familiares a morrer ou a ficarem deficientes; o país via os seus recursos financeiros a esgotarem-se, a produção a decair e a inflação a subir; e surgiam vozes discordantes do regime, desde a esquerda à direita, passando pela igreja católica, pelos movimentos estudantis e pelas associações sindicais. Aliada a esta contestação social, e a uma pressão internacional sobre a condução da Guerra Colonial Portuguesa, vai crescendo a influência comunista sobre os militares portugueses. O fim da guerra em Angola culminará com um golpe de Estado militar em Portugal, a Revolução dos Cravos, a 25 de Abril de 1974.

## Antecedentes

### Invasão e colonização de Angola pelos Portugueses

#### Da invasão à Conferência de Berlim (1884)
Em 1482, as caravelas do Reino de Portugal comandadas pelo navegador português Diogo Cão chegaram ao Reino do Congo. Seguiram-se outras expedições e estabeleceram-se relações entre os dois reinos. Os portugueses levaram armas de fogo, diversos desenvolvimentos tecnológicos, a escrita e uma nova religião, o Cristianismo. Em troca, o Reino do Congo ofereceu escravos, marfim e minerais e especiarias.
Em 1575, Paulo Dias de Novais funda Luanda com a designação de São Paulo da Assunção de Loanda. Dispondo de cerca de 100 famílias e 400 soldados, Novais estabelece uma "praça-forte" essencialmente destinada ao tráfico de escravos. Em 1605, a coroa portuguesa atribui o estatuto de cidade a Luanda. Várias infraestruturas como fortes e portos foram construídas e mantidas pelos portugueses que, no entanto, não procederam à ocupação de um território maior, fixando-se apenas em certos pontos do interior imediato. Benguela, um forte desde 1587, passando a cidade em 1617, foi outro ponto estratégico fundado e administrado por Portugal. A presença portuguesa nestes pontos do litoral foi marcada por uma série de conflitos, tratados e disputas com as unidades políticas próximas, nomeadamente o Reino do Congo, Reino do Dongo e do Reino da Matamba.

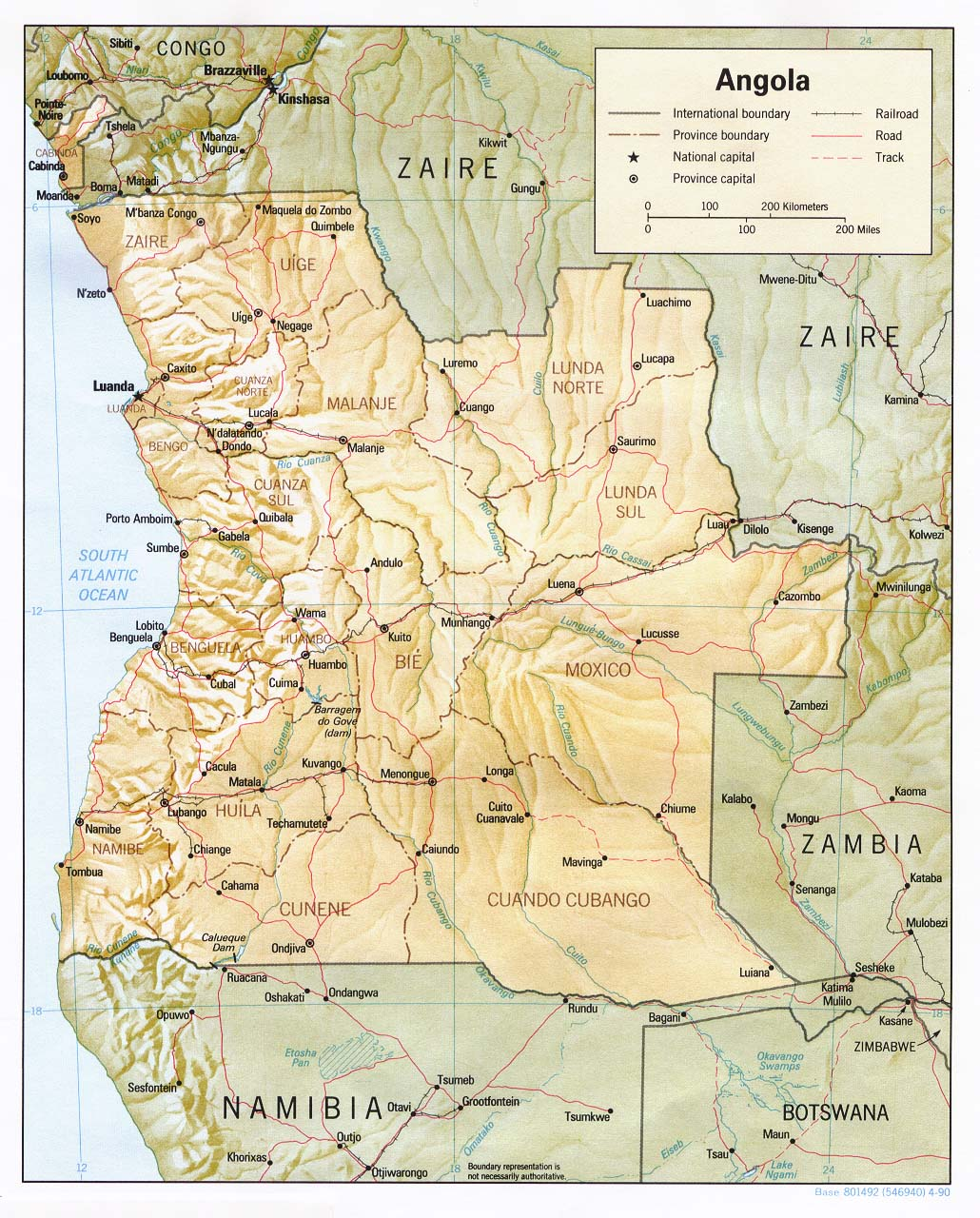
Geografia física de Angola

Até à Independência do Brasil, a colónia angolana servia essencialmente para fornecer escravos, nomeadamente para a exploração de minérios no Brasil. Com a fuga da família real portuguesa para o Brasil, o comércio de escravos aumentou. A declaração de Independência do Brasil forçou Portugal a dar uma maior importância a Angola dada a perda dos recursos provenientes do seu ex-território americano. Naquela altura, alguns países europeus, nomeadamente a Inglaterra, a França, a Bélgica, a Alemanha, a Espanha e a Itália vinham a ter um papel cada vez mais destacado como potências imperialistas. África passa a ser uma região a explorar dados os seus recursos naturais, algumas importantes para o  desenvolvimento industrial na Europa. Esta viragem deu origem, na segunda metade do século XIX, a uma "Corrida para a África" em que cada uma das potências europeias tentou assegurar-se o domínio de parcelas territoriais do continente. Ao fim de fortes disputas entre europeus, e depois de vencida a resistência oferecida por boa parte das unidades políticas africanas, África ficou, em inícios do século XX, dividida em colónias europeias, com a excepção da Etiópia.
A conquista portuguesa do território correspondente à actual Angola, a partir de Luanda e de Benguela, teve início em começos do século XIX, abrandou durante várias décadas, e retomou com força na segunda metade daquele século, já numa situação de concorrência com as outras potências europeias. O interesse económico imediato continuou a ser o tráfego de escravos, lentamente completado por outros tipos de comércio bem como por uma agricultura de plantações, geralmente de dimensão limitada, e trabalhados com recurso a mão de obra escrava.
O fim oficial da escravatura em Portugal data de 1878; em Angola, também a mesma data é apontada como, ao nível formal, o fim da escravidão. No entanto, e na prática, a exploração da mão de obra negra continuou através de um instrumento designado por “contrato” (em vigor até 1961), que consistia na contratação de ex-escravos pelos seus anteriores senhores. Em 1899, é criada uma nova lei de trabalho - Regulamento do trabalho dos indígenas - que concebia a noção de “trabalho forçado indígena” (habitantes autóctones das colónias).
A delimitação do território de Angola fez-se, no essencial, na Conferência de Berlim onde Portugal teve que fazer pesadas concessões. Por um lado foi rejeitado o Mapa cor-de-rosa que reclamava para Portugal uma extensa faixa que ligava Angola a Moçambique, incluindo os territórios da (hoje) Zâmbia, do Maláui e do Zimbábue. Por outro lado, teve que ceder ao Congo Belga uma faixa substancial ao longo da foz do Rio Congo, de modo que o Congo Português ficou reduzido ao enclave de Cabinda. Finalmente, teve que concordar em reconhecer o Rio Cunene como fronteira com a colónia alemã do Sudoeste Africano. Acertos de detalhe levaram décadas, de modo que as fronteiras definitivas de Angola só ficaram estabelecidas em meados da década de 1920. É esta também a data em que se pôde falar de uma "ocupação efectiva" de todo o território.

#### Da Conferência de Berlim ao início da guerra colonial (1961)
Só no século XIX os portugueses fariam incursões maiores no actual território de Angola. Nas últimas décadas daquele século o seu propósito central foi o da ocupação do maior território possível, contra a resistência dos povos que lá residiam, para afirmar-se contra outras potências europeias na "Corrida para África" que havia começado. No entanto, dados os seus recursos escassos, esta expansão levou muito tempo; no início do século XX, menos de 10% do território atribuído pela Conferência de Berlim estava sob controle português efectivo, e uma ocupação completa, pela força militar só foi alcançada em meados da década de 1920. Em meados do século XIX, em Luanda viviam vários intelectuais portugueses e brasileiros, ao lado de comerciantes de escravos e delinquentes. Esta diversidade social ajudou ao lançamento de jornais de conteúdo mais libertário. Embora efémera, por volta da década de 1880, aquando da Conferência de Berlim, circulou um certo sentimento de uma possível independência.
Em Angola, as povoações dos colonos portugueses tinham uma dimensão muito reduzida, e a sociedade estava estruturada tal como em Portugal – em pirâmide, tendo no topo a aristocracia, a igreja, funcionários de topo, os militares e os comerciantes; na base estavam os antigos escravos e os “indígenas”. Na década de 1910, viviam em Angola 10 000 colonos, concentrados no litoral. A população era constituída maioritariamente por mulatos, cerca de seis para cada branco (o dobro do verificado em meados do século anterior). Um dos principais motores das navegações, a Igreja, ainda estava pouco presente em Angola no início do século XX; em 1910, existiam apenas 50 escolas de missionários. Ao longo da presença colonial de Portugal em Angola, o objectivo das missões cristãs era converter a população nativa e educá-la de acordo com as normas culturais europeias e, ao mesmo tempo, ter um papel psicológico junto da população branca. Para os nativos angolanos, a igreja católica era a igreja dos portugueses e não a sua; embora a frequentassem, não deixaram os seus próprios cultos tradicionais. Para além das missões católicas, também as protestantes estiveram presentes em Angola; Holden Roberto e Jonas Savimbi foram dois dos líderes dos movimentos de libertação que passaram por escolas dirigidas por missionários protestantes.
A partir da Implantação da República, a política portuguesa tornou-se mais democrática.  No entanto, durante os anos da Primeira República Portuguesa, a instabilidade governamental foi muito grande, com sucessivas mudanças de governo. Em 1912, é criada a Liga Angolana e o Grémio Africano, organizações políticas coloniais que, no entanto, tinham pouca expressão. Em Angola, no período de 1910 a 1926, ocorrem várias greves entre os trabalhadores brancos, e alguns historiadores vêem aqui o início da luta anticolonialista. A década de 1920 marca precisamente uma luta do governo português às ideias dos movimentos nacionalistas, Em 1919, é criada a Liga Africana, por dissidentes da Junta de Defesa dos Direitos de África, à qual estava ligada a Liga Africana de Luanda. Em 1921, a Junta foi reestruturada passando a designar-se por Partido Nacional Africano. Em 1922, o general Norton de Matos, então Alto Comissário da República de Angola, decide suspender tanto a Liga Africana como o Grémio Africano, prender Assis Júnior, e proibir os jornais de conteúdo "nativo"; estas acções tomadas por Norton de Matos terão como resultado a passagem à clandestinidade do nacionalismo angolano. No período de 1922 a 1925, algumas manifestações de trabalhadores da região compreendida entre Luanda e Malange são reprimidas, o que põe um ponto final em quaisquer movimentações intelectuais. A partir desta data, as associações africanas, enfraquecidas com a repressão, passaram a ter uma atitude de cooperação com as autoridades portuguesas, praticamente desaparecendo política e socialmente até 1945 O período conturbado da I República culmina em 1926, com a Revolução de 28 de Maio, e a subida ao poder dos militares, e de uma nova política conservadora. A nova política colonial passa a ser regida pelo Ato Colonial de 1930.
Em 1932, Salazar sobe ao poder e, com os poderes que o Ato Colonial lhe conferia, reestrutura a divisão administração, acaba com a autonomia e cria a figura do “governador-geral” das colónias, na sua alçada. A crise económica dos anos 30 leva a uma maior atenção para as colónias que passam a ser o principal meio de sustentação. Têm início as grandes plantações da qual se destaca a do algodão que era a que dava mais lucro, pois era vendido pelo dobro do que era adquirido ao produtor, e tinha um baixo custo de produção (grandes extensões de terra aliadas a mão de obra quase gratuita). Na década de 1950, Angola era um dos territórios eleitos para as grandes plantações. No entanto, para explorar as monoculturas angolanas era preciso dinheiro, e para isso Portugal dependia do capital estrangeiro, o qual impunha novas regras: uma maior opressão da população nativa, o “trabalho forçado”, até 1961, ano do fim do Estatuto do Indigenato e Código do Trabalho dos Indígenas.
Angola deteve o estatuto de Colónia Portuguesa desde 1655 até 11 de junho de 1951, data em que as colónias portuguesas passaram a ser designadas por Províncias Ultramarinas.

### Desobediência civil (1948-1960)

Brasão da Província Ultramarina de Angola até 1972.

O Ato Colonial de 8 de julho de 1930, estabeleceu a supremacia dos portugueses sobre a população indígena. Embora os nativos pudessem estudar até a um nível universitário, na prática, a situação era de profunda clivagem cultural e social entre a população local e os portugueses que viviam no litoral de Angola. Em 1948, Viriato Clemente da Cruz, e outros membros, criaram o Movimento dos Novos Intelectuais de Angola, uma organização que promovia a cultura angolana. Os nacionalistas enviaram uma carta às Nações Unidas (NU) solicitando que fosse atribuído o estatuto de protectorado a Angola sob supervisão das NU. No início da década de 1950, é criado o Clube dos Marítimos Africanos, cujos membros, por serem marinheiros, faziam a ligação entre Lisboa e Luanda das informações sobre o regime português, em particular da repressão exercida nas colónias. Desta forma, promoviam as suas ideias de libertação e agitação política junto da população. Com o crescente aumento da população de Luanda, e da sua diversidade, também as ideias independentistas fluíam mais rapidamente. Dos 240 mil habitantes, em 1960, 65% eram negros; destes, 85% viviam nos musseques. As primeiras desordens, pontuais, datam da década de 1950 com o apedrejamento de viaturas próximo dos bairros pobres. A resposta das autoridades fazia-se sentir através de rusgas, patrulhamentos e inibição de frequentar os lugares públicos dos brancos.
Na década de 1950, Salazar incentivou os portugueses a instalarem-se nas províncias de África. Muitos portugueses procuravam uma vida melhor e Angola era "uma luz ao fundo do túnel"; o comércio era a principal actividade escolhida pelos portugueses. Em 1953, separatistas angolanos fundaram o Partido da Luta Unida dos Africanos de Angola (PLUAA), o primeiro partido político a reivindicar a independência de Angola. Em 1954, é criado o movimento político União das Populações do Norte de Angola (UPNA), por nacionalistas do Congo-Quinxassa e de Angola, que defendiam a independência do Reino do Congo, o qual incluía outros territórios para além de Angola.
Durante o ano de 1955, Mário Pinto de Andrade e o seu irmão Joaquim, criaram o Partido Comunista Angolano (PCA). Em Dezembro de 1956 o PLUAA juntou-se ao PCA, que funcionava na clandestinidade influenciado pelo Partido Comunista Português (PCP),
para fundar o Movimento Popular de Libertação de Angola (MPLA). Este, liderado por Viriato da Cruz,  Mário Andrade, Ilidio Machado e Lúcio Lara, obteve o apoio dos ambundos de Luanda. Em 1959, tem lugar a Conferências dos Povos de África, em Acra. As forças nacionalistas aproveitam o evento para, com o apoio das populações dos musseques de Luanda, se manifestarem nas ruas contra a escravatura e exigindo a independência. As autoridades responderam à manifestação com força e, nos dias seguintes, a polícia fez detenções nos musseques. Em junho de 1960, no seguimento de reivindicações para uma solução pacifica do problema colonial, vários membros do MPLA, entre eles Agostinho Neto e Joaquim Pinto de Andrade, são presos em Lisboa; dois anos depois, Agostinho Neto consegue evadir-se da sua residência, em Maio de 1962.
Em 1954, o governo português cria o Estatuto do Indigenato. Esta lei dividia a população entre em dois grupos: os "civilizados", vulgo cidadãos, e os "indígenas" (...) que não possuíam ainda a instrução e os hábitos individuais e sociais pressupostos para a aplicação integral do direito público e privado dos cidadãos portugueses.
Desta forma, os africanos das províncias ultramarinas não possuíam direitos políticos - não podiam formar partidos nem sindicatos; podiam estabelecer associações de carácter cultural, porém sempre sob a supervisão da Polícia Internacional e de Defesa do Estado (PIDE). Por outro lado, o estatuto permitia que os jovens africanos viajassem para Portugal para estudar nas universidades. Destaquem-se os casos de Mário Pinto de Andrade e de seu irmão Joaquim, que ingressaram da Faculdade de Letras da Universidade de Lisboa; Agostinho Neto, que estudou Medicina em Coimbra e Lisboa; e Jonas Savimbi, que frequentou o liceu em Lisboa. Esta dupla situação, forçou a que muitos cidadãos angolanos e moçambicanos se organizassem na clandestinidade e definissem a luta armada como meio de atingir a independência. Em Portugal, os estudantes das colônias criam a associação Casa dos Estudantes do Império, em 1943, passando à tutela do governo em 1944. O objectivo era formar elites a partir de naturais das províncias ultramarinas. No entanto, passam por esta associação vários estudantes, que mais tarde seriam líderes nas guerrilhas de libertação, escritores e políticos como Agostinho Neto, Amílcar Cabral, Eduardo Mondlane, Luandino Vieira, Marcelino dos Santos, Pepetela ou Mário Pinto de Andrade. Em 1961, cerca de 100 estudantes africanos fogem de Lisboa para França, onde uns foram estudar e outros se juntar aos movimentos independentistas. As casas dos Estudantes do Império de Coimbra e do Porto seriam encerradas em 1961, e a de Lisboa em 1965.
Dos três movimentos nacionalistas, o MPLA era o de natureza mais elitista dado ter nas suas fileiras membros que tinham estudado em Portugal e que faziam parte de famílias afro-portuguesas de elite; o seu apoio não tinha origem étnica. O fim deste Estatuto data de 1961, ano em que Adriano Moreira, ministro do Ultramar, o revoga. Com o fim do Estatuto, passa a ser possível aos angolanos "indígenas" terem cidadania portuguesa, sem qualquer tipo de discriminação; e a puderem ser integrados no sistema educacional nacional.
Um ano depois do fim do Estatuto do Indigenato, Adriano Moreira revoga o Código do Trabalho dos Indígenas, criado em 1956. Este Código estabelecia que o sistema de exploração económica iria ser sustentado pela mão de obra indígena, em geral com baixos salários. Com a revogação, os indígenas passam a não serem obrigados a trabalhar e a poderem livremente escolher para quem trabalhar. Passam a ter acesso à função pública, e termina a obrigatoriedade das culturas agrícolas específicas. É permitida, também, a criação de mercados rurais aos produtores angolanos.
A seguir ao pós-guerra, vários países africanos tornaram-se independentes do Reino Unido, França, Alemanha e Bélgica. No entanto, Portugal não permitiu que tal acontecesse com as suas colónias, dando origem a diversos movimentos independentistas em Angola (UPA/FNLA, MPLA, UNITA), Guiné-Bissau (PAIGC) e Moçambique (FRELIMO). De maneira geral, as três organizações que combatiam em simultâneo a presença dos portugueses em Angola, nunca chegaram a trabalhar juntas formando uma só força de oposição; pelo contrário, combateram entre si, enfraquecendo, assim, alguma hipótese de saírem militarmente vitoriosos do conflito.

## Principais intervenientes

### Movimentos independentistas

#### Movimento Popular de Libertação de Angola (MPLA)
Em Angola, o principal interveniente militar foi o Movimento Popular de Libertação de Angola (MPLA), surgido em 1956, apoiado pelos ambundos, várias outras etnias da região de Luanda, Bengo, Cuanza Norte e Sul e Malange, brancos, mestiços, intelectuais angolanos e membros da elite urbana. O MPLA era uma organização da esquerda política, resultado da fusão do Partido da Luta Unida dos Africanos de Angola (PLUAA) e do Partido Comunista Angolano (PCA). Foi liderado por Agostinho Neto, secretariado por Viriato da Cruz e apoiado, exteriormente, principalmente pela União Soviética, por Cuba e pelo Congo-Brazavile; ainda tentou apoio junto dos Estados Unidos, mas sem sucesso visto este já estarem a ajudar a UPA/FNLA.
Ao longo da guerra, a organização política e militar do MPLA foi evoluindo a tal ponto que, em 1970, ocupava uma enorme área do país, que dividiu, militarmente, em Regiões Militares (RM).
As forças do MPLA, organizadas no Exército Popular de Libertação de Angola (EPLA), ascenderam a 4 500 elementos e estavam equipados com armamento e munições soviéticos que era distribuído através do Congo-Brazavile e da Zâmbia; era também a partir deste país que o MPLA recebia medicamentos e alimentos enlatados. O seu armamento incluía pistolas Tokarev TT; pistolas-metralhadora de calibres 9 mm M/25 e 7,62 mm PPSH; espingardas semiautomáticas Simonov e Kalashnikov; metralhadoras de diversos calibres; morteiro de 82 mm; lança-granadas-foguete (a partir de 1970) e minas anticarro e antipessoal.

#### União das Populações de Angola (UPA)/Frente Nacional de Libertação de Angola (FNLA)

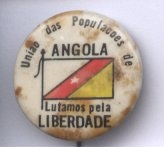
Emblema da UPA

A 7 de Julho de 1954, é formada a União das Populações do Norte de Angola, apoiada pelo grupo étnico congo, do Noroeste e Norte de Angola e com fortes ligações com o Zaire (actual Congo-Quinxassa), através do seu líder Holden Roberto, amigo e cunhado do Presidente zairense Mobutu Sese Seko; em 1958 passa a designar-se, de forma mais abrangente, por União das Populações de Angola (UPA). A partir de 1962, une-se ao Partido Democrático de Angola criando a Frente Nacional de Libertação de Angola (FNLA), organização pró-estadunidense e anti-soviética. Em 1960, Holden Roberto assina um acordo com o MPLA para juntos lutarem contra as forças portuguesas, mas acabou por lutar sozinho. A FNLA chegou mesmo a criar um governo no exílio, o GRAE - Governo Revolucionário de Angola no Exílio.
A facção armada da UPA/FNLA era o Exército de Libertação Nacional de Angola (ELNA). Os seus apoios vinham dos Estados Unidos, da China, do Zaire e da Argélia, e as suas tropas eram treinadas no Zaire as quais recebiam fundos estadunidenses e armamento da comunista Roménia, embora se considerassem anticomunistas. Estavam armados com espingardas semiautomáticas Simonov e Kalashnikov; pistolas; morteiros de 60 mm e 81 mm; e lança-granadas-foguete.

#### União Nacional para a Independência Total de Angola (UNITA)

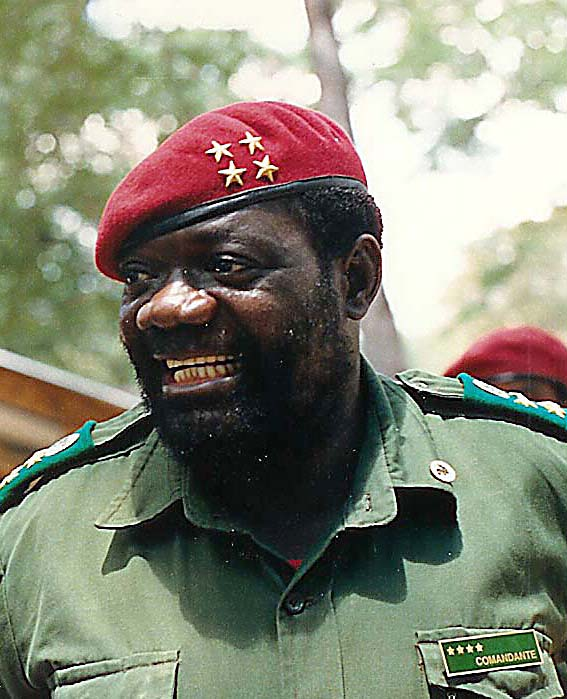
Jonas Savimbi da UNITA

Em 1966, Jonas Savimbi, então membro da FNLA, entra em rota de colisão com Holden Roberto acusando-o de cumplicidade com os estadunidenses e da sua política imperialista, e cria a União Nacional para a Independência Total de Angola (UNITA), apoiada ocasionalmente pela Zâmbia e pela África do Sul, com ligações à PIDE (a partir de 1969; Savimbi chegou a fazer um acordo para combater contra o MPLA no Leste de Angola), à Agência Central de Inteligência dos Estados Unidos (CIA) e à China. Savimbi fez parte do GRAE como Ministro das Relações Exteriores e representava o grupo étnico ovimbundo, do planalto central e províncias do sul.
As forças da UNITA, organizadas nas Forças Armadas de Libertação de Angola (FALA), eram as que tinham o menor número de guerrilheiros: 500, de acordo com os militares portugueses; cerca de 4 000, de acordo com a própria UNITA. A sua área de actuação limitou-se ao Leste de Angola e o seu armamento sempre foi de fraca qualidade. As dificuldades sentidas pela UNITA, levaram Savimbi a fazer compromissos com Portugal e a Zâmbia. Parte da sua luta foi contra o MPLA, a favor do qual perdia terreno; as suas acções de guerrilha limitavam-se a ataques pontuais a viaturas, raptos e intimidações.

### Forças portuguesas
No início do conflito, em Angola estavam apenas 1 500 soldados das Forças Armadas de Portugal, e 5 000 recrutados localmente. No final do primeiro ano, o número aumentou para mais de 33 000, atingindo os 65 000 nos anos finais do conflito. Foram utilizados 94 aviões, 45 helicópteros, oito navios e 16 lanchas de desembarque.
As diferentes forças portuguesas que estiveram presentes em Angola foram as seguintes:
- Batalhão de Caçadores: para as forças militares portuguesas, esta foi uma guerra para a qual não estavam inicialmente preparadas. Ao contrário de uma guerra convencional, Portugal teve que lutar contra uma guerrilha que exigia mais meios humanos e equipamentos, e cuja organização não seguia uma linha regular. Os guerrilheiros estão por toda a parte; não estão estabelecidos numa área definida como faria uma tropa convencional e, por isso mesmo, torna a actividade militar mais desgastante. A unidade militar mais utilizada pelas forças portuguesas foi o Batalhão de Caçadores,[98] caracterizada pela sua capacidade de autonomia. Cada batalhão era constituído, habitualmente, por quatro companhias[99]  de cerca de 170 homens, comandados por um capitão.[100] As Companhias de Caçadores eram uma unidade com funções ao mesmo tempo tácticas e administrativas.[101]

- Cavalaria: a guerra em Angola assistiu à utilização do cavalo como meio de combate. Esta situação deve-se às características do terreno e do clima de Angola. De origem sul-africana e argentina, os cavalos começaram a ser utilizados em 1966 por um pelotão do Grupo de Cavalaria nº 1. A partir de 1970, várias unidades "a pé" passaram a realizar operações montadas. Largamente utilizadas no Leste, este grupo montado fazia o reconhecimento das zonas de implantação das guerrilhas, preparando o terreno para operações dos Comandos e Pára-quedistas. A grande vantagem da utilização do cavalo era o aumento da extensão de terreno patrulhado, em muitos casos o dobro; por outro lado, era um meio militar mais silencioso que um helicóptero ou um carro de combate, e permitia o reconhecimento de zonas de difícil acesso a pé. A desvantagem na utilização de cavalos era a exigência de uma logística mais complexa, obrigando a um maior número de homens por pelotão e ao fornecimento aéreo de rações.[102]

- Comandos: os comandos são uma força especial do exército preparada para realização de operações  que envolvem alto risco e rigor psicológico. Neste contexto, esta força seria criada para combater as forças de guerrilha dos movimentos independentistas angolanos, em 1962.[103] Inicialmente, os primeiros comandos tiveram origem em voluntários dos batalhões de caçadores. Com a crescente exigência do conflito, veio a necessidade de se criarem as primeiras companhias de comandos, em 1964. No total, combateram em Angola 23 companhias.[104] Ao todo, dos 9 000 homens no terreno, perderam a vida 357, ficaram feridos 771 e 28 desapareceram.[105]

- Fuzileiros: os fuzileiros, uma força especial da Marinha Portuguesa, nascem em finais de 1960.[106] Um ano depois, em Novembro de 1961, parte para Luanda o primeiro destacamento para dar apoio à reocupação militar do norte de Angola, após os acontecimentos de 15 de Março.[106] Em 1965, estavam presentes em Angola quatro destacamentos de fuzileiros especiais e duas companhias de fuzileiros navais; o evoluir da guerra determinou que se alterasse o número de destacamentos para dois e quatro, respectivamente.[106] Armados de G-3, os fuzileiros actuavam em grupos de quatro ou cinco homens, e deslocavam-se em botes pneumáticos Zodiac, Zebro III, botes de fibra ou lanchas; por diversas vezes foram lançados de helicópteros como o Alouette III e SA-330 Puma. Ao longo do conflito estiveram armados com a bazuca LGF 8.9, o lança-granadas-foguete 37 mm, os morteiros 60 mm e 81 mm, os dilagramas ALG, e as metralhadoras MG e HK21.[106] Em Angola estiveram presentes 17 Destacamentos de Fuzileiros Especiais e 22 Companhias de Fuzileiros Navais, tendo morrido 44 homens no total.[106]

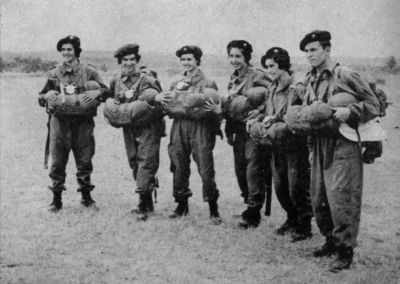
1º Curso de Enfermeiras Pára-quedistas

- Pára-quedistas: as tropas Pára-quedistas eram, na altura do conflito, uma força especial integrada na Força Aérea Portuguesa. Foram criadas em 1952.[107] A primeira Companhia de Caçadores Pára-Quedistas chega a Luanda a 16 de Março de 1961, após acontecimentos do 15 de Março: primeiro ataque da UPA no Norte; nos dois meses seguintes chegam mais duas companhias. Estas unidades apoiam a reocupação das povoações anteriormente tomadas pela UPA/FNLA. Em Maio, é criado o Batalhão de Caçadores Pára-Quedistas 21 da junção das três companhias e, em Agosto, efectuam a sua primeira operação na região de Quipedro, saltando do C-54 Skymaster. No entanto, a aeronave mais utilizada para as acções dos pára-quedistas era o Nord Noratlas e, para o final da guerra, os helicópteros Alouette III e Puma SA330 que lhes conferiam uma maior mobilidade e surpresa nos assaltos. As armas ligeiras mais utilizadas por estas forças especiais foram a espingarda automática estadunidense AR-10, de  calibre 7,62 mm, e, por vezes, a G-3 com coronha retráctil. Do equipamento pesado utilizado pelos pára-quedistas, destaque-se as metralhadoras MG42 e HK21, e o lança-rockets Sneb de 37 mm. Ao longo do conflito os pára-quedistas perderam 47 homens em combate.[108] 1º Curso de Enfermeiras Pára-quedistas Em 1956, primeira mulher pára-quedista portuguesa, Isabel Rilvas Mathias, lança a ideia de se criar um corpo de enfermeiras pára-quedistas[108][109] Contacta o General Kaúlza de Arriaga que, por seu lado, faz o pedido a Salazar e autoriza a criação desse corpo de médicos. As primeiras enfermeiras apresentam-se a 23 de Agosto de 1961, em Luanda, para se juntarem ao Destacamento Avançado das Tropas Pára-Quedistas. O último Curso de Enfermeiras Pára-Quedistas data de 1974, e a última missão deu-se em Agosto e Setembro de 1976 na evacuação de civis de Timor para Lisboa.[110]

- Forças de recrutamento local: foram várias as forças especiais que tiveram um papel importante do lado português, tanto para o conflito angolano como para a Guerra Colonial:[17][108][111][112]
  - Flechas:[113] tropa controlada pela PIDE, constituída por homens de tribos locais e desertores, alguns do MPLA, especializados em seguir o rasto, reconhecimento local e em operações antiterroristas. Por várias ocasiões faziam as patrulhas em uniformes capturados, e eram gratificados com dinheiro por cada guerrilheiro ou arma capturados. Actuaram, inicialmente, no sul mas, pelo sucesso demonstrado, rapidamente foram distribuídos por outras regiões; o seu número atingiu os cerca de 2 500 homens;
  - Fieis cantangueses:[114] gendarmes apoiantes de Moïse Tshombe; cerca de 2 500 homens com treino militar das tropas portuguesas e formação política pela PIDE. A sua área de actuação principal foi a Frente Leste de Angola;
  - Leais zambianos:[114] força composta por refugiados da Zâmbia, do African National Congress (ANC); actuaram no leste e no sul de Angola;
  - Grupos Especiais (GE; 1968):[113] forças locais com treino equivalente aos Comandos, estacionadas junto das forças regulares e sob as suas ordens. O contingente, que chegou a atingir os 3 mil homens, actuou essencialmente no norte e no leste. Os GE eram em tudo semelhantes aos Flechas, mas faziam parte das Forças Armadas;
  - Grupos Especiais Pára-quedistas (GEP; 1970):[113] unidades de soldados voluntários locais com treino em pára-quedismo;
  - Grupos Especiais de Pisteiros de Combate (GEPC; 1971): unidades especiais de seguimento de rasto.

A utilização de forças locais tinha como principais vantagens um menor custo de manutenção e instrução; maior eficiência operacional dado conhecerem bem o terreno de operações; e vantagens sociais e económicas, pois evitava o aumento de recrutamento de efectivos em Portugal. Ao longo do conflito, Portugal foi recrutando cada vez mais tropas locais ao ponto de, em 1974, cerca de metade do contingente português ser composto por essas forças.

## O conflito

### 1961: início do conflito

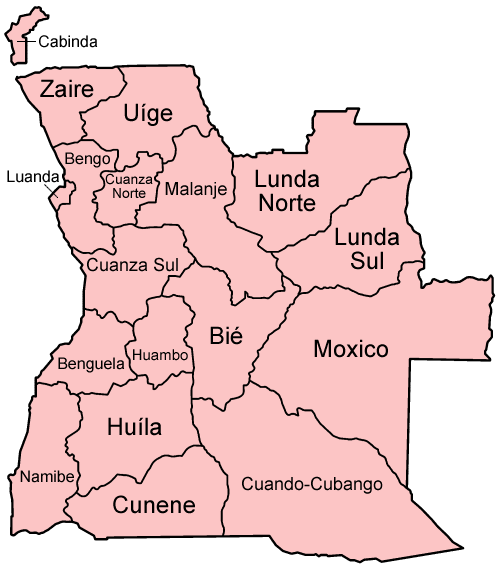
Subdivisões de Angola

#### 4 de Janeiro: revolta grevista dos trabalhadores dos campos de algodão e da mineração
Em 4 de janeiro de 1961 ocorre a greve da Baixa do Cassange, uma greve laboral que tomou contornos de revolta popular, contudo sem ligação direta com o início dos confrontos militares. Embora a referida greve tenha sido o primeiro movimento político que deflagraria a Guerra de Independência de Angola, para o Governo angolano os ataques de 4 de Fevereiro de 1961 foram o marco oficial do início da Luta Armada de Libertação Nacional. No entanto, a Revolta da Baixa do Cassange (Malange) se dá como um levantamento popular dos milhares de trabalhadores dos campos de algodão da companhia Luso-Belga Cotonang, bem como de trabalhadores da mineração da empresa Diamang na Lunda Norte. As duras condições de trabalho e de vida, a constante repressão aliada à influência da independência do Congo-Quinxassa em Junho de 1960 (na região do Cassange viviam os congos que tinham origens comuns com povos do Congo-Quinxassa), foram os principais factores que deram origem à sublevação destes angolanos. Os trabalhadores decidiram fazer greve e armaram-se de catanas e canhangulos (espingardas artesanais). Designada por "revolta de Mariano", por ter sido inspirada por António Mariano ligado à UPA, os revoltosos destroem plantações, pontes e casas. A resposta das forças portuguesas é dura e violenta, através de companhias de caçadores especiais e bombas incendiárias lançadas de aviões da Força Aérea Portuguesa (FAP), tendo provocado um número bastante elevado de mortos: a liderança anticolonial luso-angolana estimou um total de 10 mil mortos, enquanto o historiador René Pélissier estimou um número de mortes de 7 mil camponeses e aldeões, não considerados os presos e mortos em prisão. Já o monsenhor Manuel Joaquim Mendes das Neves, uma das lideranças fundadoras do Movimento Popular de Libertação de Angola (MPLA) que estava em Luanda no período, relatou 524 angolanos fuzilados, 795 feridos e 879 prisões. Todos estes acontecimentos são ocultados do público em geral. Este dia é lembrado em Angola como o Dia dos Mártires da Baixa de Cassange, e terá sido o acontecimento que "despertou consciência patriótica dos angolanos e de unidade dos angolanos em prol da sua liberdade".

#### 4 de Fevereiro
Enquanto duravam as operações de contenção da revolta de Cassange, a 4 de Fevereiro, um grupo de cerca de 200 angolanos, alegadamente ligados ao MPLA, ataca a Casa de Reclusão Militar, em Luanda, a Cadeia da 7ª Esquadra da polícia, a sede dos CTT e a Emissora Nacional de Angola. O objectivo era libertar alguns detidos, mas o ataque seria um fracasso, tendo morrido cinco polícias, um cipaio e um cabo da Casa de Reclusão e 40 dos atacantes, e nenhum dos prisioneiros libertados. Este ataque coincidiu com a presença de jornalistas estrangeiros que aguardavam por notícias do navio Santa Maria, que tinha sido desviado pelo capitão Henrique Galvão e outros oposicionistas ao regime português, e que, supostamente, iria atracar em Luanda. Deste modo, ao contrário da revolta de 4 de Janeiro, os incidentes do 4 de Fevereiro foram do conhecimento público. A 6 de Fevereiro, durante as cerimónias fúnebres dos polícias, foram mortos cerca de duas dezenas de cidadãos negros devido a uma alegada provocação; ao mesmo tempo, as autoridades portuguesas, e vários cidadãos brancos, atacaram violentamente os cidadãos étnicos angolanos que viviam nos musseques (bairros degradados). Cinco dias depois, os separatistas do MPLA atacaram, de novo, uma prisão, ao qual os portugueses responderam violentamente, provocando mais vítimas mortais.
| “             | A vingança portuguesa foi em grande. A polícia ajudou os vigilantes civis a organizarem os massacres nocturnos nos bairros da lata de Luanda. Os brancos retiravam os africanos das suas habitações de uma divisão, matavam-nos e deixavam os seus corpos nas ruas. Um missionário Metodista afirmou que teve conhecimento de cerca de 300 mortos. | ” |
| — John Marcum | |   |

O historiador angolano Carlos Pacheco descreve, em “MPLA, um Nascimento Polémico”, o fervilhar político em Luanda, no final da década de 50 e início da de 60 do século passado, afirma que o MPLA nasceu no início de 1960 e não em 1956, ano apontado pela história oficial, e sugere-nos que este Movimento estava ainda, no início de 1961, numa fase incipiente. Uns meses antes a PIDE prendera Agostinho Neto e alguns simpatizantes das suas ideias. Sobre o “4 de Fevereiro” não mostra dúvida de que “quem arregimentou os revoltosos de 61, maioritariamente do concelho de Icolo e Bengo, foi a UPA pela mão de Neves Bendinha”.
Em Portugal, o Ministro da Defesa Botelho Moniz reage aos acontecimentos com um despacho em que aconselha a imposição de um regime justo e humano nas regiões de cultivo de algodão, para evitar problemas económicos e políticos. Os Estados Unidos, através do seu embaixador em Portugal, Charles Burke Elbrick, encontra-se com Botelho Moniz; o seu objectivo era que Moniz pressionasse Salazar no sentido de este alterar a sua política colonial e promovesse a autodeterminação das colónias africanas. A 10 de Março a questão angolana é introduzida nas reuniões da ONU.

#### 15 de Março, massacre da UPA no Norte
Durante o mês seguinte, regressou a acalmia a Luanda, e nada parecia ter acontecido. O dia 15 de Março marca o primeiro ataque das forças de Holden Roberto, a UPA, na região Norte de Angola, em particular nas províncias do Uíge e do Zaire. Disfarçado de evento festivo - dia do casamento da filha do Nogueira -, o massacre foi preparado no Congo-Quinxassa meses antes. O sentimento de revolta começara após a Conferência de Todos os Povos Africanos em Acra, no Gana, em Dezembro de 1958, onde esteve presente Holden Roberto. Frantz Fanon, e outros nacionalistas africanos, aconselharam Holden Roberto a utilizar a força e a derramar o sangue dos colonos, pois só assim se conseguiria acabar com o colonialismo português.
O massacre durou cerca de três dias. As forças da UPA invadiram postos administrativos e fazendas, matando todas as pessoas que encontravam, independentemente de serem brancos ou negros (já integrados no sistema colonial), homens, mulheres ou crianças. Terão morrido mais de 5 mil pessoas, das quais um quinto de origem europeia. Os atacantes estavam armados de catanas e canhangulos, e agiam pensando serem invencíveis e imunes às balas dos colonos, que achavam serem feitas de água. Os massacres estenderam-se para sul para Cuanza Norte, Luanda e Bengo onde, nesta última província, Nambuangongo foi proclamada a "capital do Estado livre", após ter sido abandonada pelos europeus.
A Luanda começaram a chegar milhares de refugiados. A este ataque de grande dimensão, Portugal não conseguiu responder como em situações anteriores. Foi a própria população colona, em conjunto com o Governo, que se organizou no imediato para fazer face às ameaças da UPA, através da Organização Provincial de Voluntários da Defesa Civil de Angola. A resposta desta organização foi igualmente violenta, e o alvo foi a população negra que ficou nas aldeias.
A partir desta data, e depois de todos os acontecimentos registados desde o início do ano, Angola e Portugal estão em guerra. Mesmo assim, e mesmo apanhados de surpresa, a imagem que o Governador-geral de Angola Álvaro da Silva Tavares passa é de calma e controlo da situação. De Portugal, até à data, não tinha havido qualquer reacção. A 17 de Março, Salazar reage, indignado, designando de "terroristas" os atacantes angolanos. As forças de segurança portuguesas em Angola limitavam-se a 1 500 soldados das Forças Armadas, e 5 000 recrutadas localmente. No dia 15 de Março tinham partido quatro Companhias de Caçadores Especiais e, no dia seguinte, chegam a Luanda os primeiros pára-quedistas.

#### Reocupação do Norte

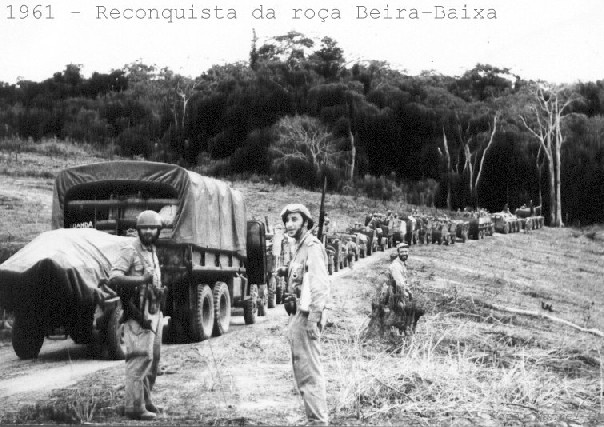
Coluna mobilizada para a reconquista da roça Beira Baixa no norte de Angola (1961)

Depois dos ataques de 15 de Março, a vila de Nambuangongo, a 200 km de Luanda, ficou abandonada. A UPA aproveitou a oportunidade para aí estabelecer o seu Quartel-General, ficando a controlar boa parte do Norte de Angola, e ameaçando a cidade de Luanda.
A reacção do Governo português, em Portugal, a todos os acontecimentos verificados desde o início do ano, foi inesperadamente lenta, embora já se tivesse a preparar o reforço das forças em Angola. Ao nível militar nada podia ser feito para recuperar algumas das zonas do Norte, dado o diminuto número de tropas no terreno. Entretanto, em Portugal, Botelho Moniz tenta um golpe de Estado, sem sucesso, e é demitido por Salazar. No dia 13 de Abril, Salazar emite um comunicado, via rádio e televisão, em que anuncia uma alteração governamental dada a situação preocupante em Angola; termina o seu discurso com a frase:
| “         | Se é precisa uma explicação para o facto de assumir a pasta da Defesa Nacional mesmo antes da remodelação do Governo que se verificará a seguir, a explicação pode concretizar-se numa palavra, e essa é Angola (...). Andar rapidamente e em força é o objectivo que vai por à prova a nossa capacidade de decisão. | ” |
| — Salazar | |   |

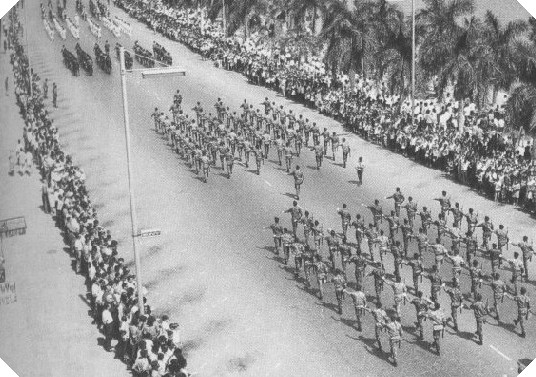
Desfile militar em Luanda

A 1 de Maio chega o primeiro contingente militar a Luanda por via marítima, a bordo do paquete Niassa. Seguidamente partem para a zona Nordeste com o objectivo de cortarem as ligações dos guerrilheiros às suas bases do Congo-Quinxassa. Os meses de Maio e Junho marcam a reocupação de diversas posições pelos Batalhões de Caçadores (Damba, Sanza Pombo, São Salvador, Cuimba) e por forças de fuzileiros (Tomboco). Às difíceis condições do terreno, juntam-se-lhe as acções dos guerrilheiros que cortavam as picadas com árvores, abriam de valas e destruíam pontes; um batalhão demorou 18 dias de Luanda a Maquela do Zombo. No final do mês de Junho, as Forças Armadas emitem um primeiro relatório com o número das vítimas: 50 militares mortos entre 4 de Fevereiro e 30 de Junho.

#### Operação Viriato
Finda a primeira fase de reocupação do Norte, é planeada a reconquista dos Dembos e, em particular, de Nambuangongo. O contingente militar português ascendia a 30 000 homens. O General Silva Freire decide efectuar uma operação de grande envergadura que se designou por "Operação Viriato". Esta operação tinha por objectivo o controlo dos eixos Caxito-Nambuangongo e Ponte do Dange, e Muxaluando-Nambuangongo, e envolvia dois batalhões de Caçadores e um esquadrão de Cavalaria, apoiados pela artilharia, engenharia e pela Força Aérea, Durante todo este período de reocupação da zona Norte de Angola, as forças portuguesas são pressionadas pelo Governo de Lisboa no sentido de, até Setembro, toda aquela região estar sob domínio português pois teria lugar a Assembleia Geral da ONU que já tinha na sua agenda o conflito entre Portugal e Angola e a questão da autodeterminação e independência deste país.
A operação tem início a 10 de Julho e o percurso até Nambuangongo não foi fácil, tendo as tropas portuguesas sofrido diversos ataques da UPA. A 9 de Agosto, o Batalhão de Caçadores 96 é o primeiro a chegar; o Esquadrão de Cavalaria 149 chega no dia seguinte; o Batalhão de Caçadores 114 ficou preso no caminho. Embora a operação tenha sido considerada um sucesso, Nambuangongo já tinha sido abandonada pelos guerrilheiros. No final da operação morreram 18 homens e 61 ficaram feridos.
O mês de Outubro assinala o controlo das zonas anteriormente abandonadas pelas forças portuguesas. A 3 de Outubro é reocupada a cidade de Caiongo, última povoação controlada pela UPA. É o fim de um ano sangrento e, a partir de agora, após o fim da reconquista do Norte, a "guerra" terminou passando a designar-se as operações militares por "acções de policiamento militar".
No contexto organizacional, os cargos de Governador-geral e de Comandante-chefe da "província" são fundidos num só, sendo nomeado o General Venâncio Augusto Deslandes, em 17 de Junho, para ocupar esse lugar. No entanto, as ideias de Deslandes, que defendia certa autonomia para Angola, acabaram por causar algum mal-estar ao Governo, e aquele foi substituído pelo General Silvino Silvério Marques no final de 1962; Deslandes chegou a pensar na criação de uma universidade em Luanda e em promover a educação junto dos naturais de Angola, pouco qualificados. Ao nível político, o Estatuto do Indigenato, criado em 1954, é revogado em Setembro de 1961 pelo ministro do Ultramar Adriano Moreira.
No final do primeiro ano do conflito, cerca de 150 000 cidadãos angolanos tinham-se refugiado no vizinho Zaire, atingindo um total de 450 000 no final da guerra, em 1974; para a Zâmbia, tinham-se refugiado cerca de 25 000.

### De 1962 a 1965

#### Reorganização das forças em conflito
O segundo ano do conflito marca a reorganização, e modernização, das tropas portuguesas, tanto ao nível logístico como dos equipamentos. Em termos tácticos adoptou-se a "quadrícula" em detrimento de pequenas unidades móveis de intervenção rápida, defendidas por Costa Gomes. Embora melhor organizadas e superiores em termos militares, as tropas continuam sujeitas às dificuldades do terreno, aos guerrilheiros e à ameaça física e psicológica da utilização das primeiras minas. As forças da UPA, apoiadas pelo Congo-Quinxassa, são as que ameaçam mais os portugueses dado que, desde o 4 de Fevereiro, os guerrilheiros do MPLA sofreram uma fractura na sua organização dada a repressão recebida naquele dia. A UPA organiza-se e, em 1961, forma o GRAE - Governo Revolucionário de Angola no Exílio - reconhecido por vários estados africanos; em 1962 altera a sua designação para FNLA - Frente Nacional de Libertação de Angola. No entanto, e dado o alegado apoio dos Estados Unidos, o seu líder, Holden Roberto vê a sua imagem prejudicada. Também o ano de 1962, assiste à modernização do seu equipamento bélico: recebem a metralhadora AK-47, a semiautomática Simonov, a pistola-metralhadora PPSH e lança-granadas RPG-2 e RPG-7, granadas de mão de origem italiana "Società Romana" e minas do leste europeu.
Ao nível interno dos movimentos de libertação, continuavam as divergências e as tentativas de criação de uma frente única. Em 1962, durante um congresso do MPLA, Agostinho Neto e Mário de Andrade formaram um novo comité executivo deixando de fora Viriato da Cruz. No ano seguinte, em Julho de 1963, tem lugar uma conferência em Brazavile que reúne quatro organizações – Ngwizani a Kongo (NGWIZAKO), Movimento para a Defesa dos Interesses de Angola, União Nacional dos Trabalhadores Angolanos (UNTA) e Movimento Nacionalista de Angola. O objectivo era a criação de uma frente única designada por Frente Democrática de Libertação de Angola (FDLA). Dos seus membros fazia parte Viriato da Cruz que acaba por criticar o movimento, afirmando tratar-se de uma ligação do MPLA com organizações simpatizantes com os portugueses; Viriato, e outros elementos, acabariam expulsos da Frente. No mesmo mês, a OUA reúne-se com elementos da FNLA, da FDLA e outros, e aponta a FNLA como o único movimento nacionalista de Angola; pede, também, que o GRAE fosse reconhecido pelos demais países africanos, e que os outros movimentos nacionalistas se unissem à FNLA. Mário de Andrade era contra a criação do FDLA, e Agostinho Neto, nomeado para presidir a esta frente, criticou a recomendação de adesão à FNLA.
Entretanto, em 1963, surge um novo movimento independentista, a Frente de Libertação do Enclave de Cabinda (FLEC), liderado por Luis Ranque Franque, cuja luta era a independência do seu território, Cabinda. Geograficamente separada de Angola, Cabinda é uma região com grandes reservas costeiras de petróleo. Protectorado português desde 1885, data do Tratado de Simulambuco, no governo de Salazar (1956), a região foi integrada administrativamente em Angola, violando o Tratado.
Até 1974, a FLEC lutou contra Portugal. Com o Acordo do Alvor (1975), do qual a  FLEC foi excluída, Cabinda passa a fazer parte integrante de Angola e, a partir dessa data, a luta passou a ser feita contra a própria Angola, quando o MPLA invade o território.

#### Críticas e apoios ao colonialismo português
As primeiras críticas à resistência do governo português de descolonizar datam de 10 de Março de 1961 quando a questão é apresentada na ONU. A Delegação portuguesa abandona a Assembleia-geral e, no mês seguinte, esta anuncia a sua posição favorável à auto-determinação de Angola. No ano seguinte, a OUA -Organização de Unidade Africana- corta relações com Portugal. O governo de Salazar, consciente das várias divisões existentes entre os países africanos, aproveita-se dessa situação para apoiar o movimento do Catanga, do recém-independente Congo Belga, liderado por Moïse Tshombe. No entanto, em 1963, as forças militares da ONU atacam aquele movimento provocando a sua fuga para o Nordeste angolano, controlado pelas forças portuguesas.  Em 1964, depois de uma reviravolta política devido à conturbada conjuntura interna do Congo Belga, Tshombe assume o cargo de Primeiro-ministro em Leopoldville. Tanto para Portugal como para Tshombe, a situação é positiva, pois a região Norte de Angola deixa de estar pressionada, e Tshombe recebe armamento português para lutar contra um movimento rebelde. Em 1965, nova reviravolta: primeiro o Presidente Joseph Kasa-Vubu demite Moïse Tshombe, e de seguida, depois de um golpe de estado, Mobutu assume o poder do Zaire. Mobutu, familiar de Holden Roberto, aumenta o apoio à FNLA.
Após o assassinato do Presidente John F. Kennedy e da subida ao poder de Lyndon Johnson em 1964, os Estados Unidos alteraram a sua política anticolonial e diminuíram o apoio à FNLA. A nova política estadunidense via o anticolonialismo como mais vantajoso para os países de Leste, em particular a União Soviética; este pensamento político era semelhante ao português. A falta de apoio por parte dos Estados Unidos leva a uma forte diminuição da actividade dos guerrilheiros de Holden Roberto. No entanto, a subida ao poder de Mobutu em 1965, iria representar um novo ânimo à organização. Porém, dadas as relações não oficiais do Zaire com Portugal, este apoio modificar-se-ia em 1969, por um lado pelo mal-estar causado pelos guerrilheiros do FNLA junto das populações da fronteira com o Congo-Quinxassa; e, por outro lado, pela necessidade de utilização do Caminho de Ferro de Benguela para exportar os seus minérios através do porto do Lobito. A partir desta altura, os combatentes da FNLA estavam confinados a uma base de Quincuzo, próximo de Quinxassa, ou seja, fora de Angola. Este novo apoio tinha interesse político para Mobutu que queria estar comprometido com a luta pela libertação colonial.

### 1966: abertura da frente Leste

#### Criação da UNITA
Em 1966, Jonas Savimbi cria a UNITA, depois de ter saído em conflito com Holden Roberto da FNLA/GRAE. Praticamente limitado ao apoio dos ovimbundos, Savimbi estabelece a sua base na Zâmbia, e em alguns pontos de Angola. A primeira operação da UNITA data de Dezembro de 1966, com um ataque a Cassamba, no Leste, seguido de outro a Teixeira de Sousa. De acordo com os militares portugueses, porém, o MPLA reivindica para si a autoria deste ataque em Março desse ano. No entanto, um ano depois, a organização de Savimbi é expulsa da Zâmbia após ter atacado o Caminho de Ferro de Benguela e um comboio que transportava cobre. Embora frágil em relação ao armamento, a força da UNITA baseava-se essencialmente na personalidade forte de Savimbi que conseguia o apoio em massa das populações. Neste ano, a UNITA de Savimbi, aumenta a sua actividade na zona Leste, rumo ao Bié. Em 1968, com o apoio da população, a UNITA consegue infligir sérios danos ao Caminho de Ferro de Benguela, destruindo vários metros de carris e fazendo descarrilar várias composições. De acordo com Savimbi, a UNITA passa a ter a sua sede no interior de Angola.

#### Frente Leste
Em 1963, o MPLA é expulso de Quinxassa por Mobutu, e fixa a sua nova sede em Brazavile. Porém, o MPLA continuava a ter dificuldades em progredir no terreno dada a presenças das tropas portuguesas e, mais importante, da presença do FNLA, com quem teve diversos confrontos e perdeu vários homens. No ano seguinte, em 1964, o MPLA, já com sua ala armada Exército Popular de Libertação de Angola (EPLA) organizada, inicia uma ofensiva contra o enclave de Cabinda mas não obtém grande êxito devido à pequena dimensão da região, à pouca receptividade da população e ao facto de Portugal ter reforçado militarmente a zona para defender a Gulf Oil Company, uma empresa estadunidense de exploração de petróleo. O ano de 1964, marca uma série de contratempos no interior do MPLA. No entanto, Agostinho Neto consegue efectuar uma reestruturação da organização, chegando a conseguir o reconhecimento do movimento por parte da OUA, que já tinha reconhecido a FNLA. Esta situação significa uma vitória política a nível interno e externo.
Em Março de 1966, o MPLA abre a frente Leste causando bastante surpresa às forças portuguesas que julgavam ter a situação militarmente controlada. Já há algum tempo que não havia actividade militar significativa por parte do MPLA, que se encontrava parado a Norte e, por seu lado, a FNLA efectuava apenas ataques pontuais. O MPLA continuaria a sua progressão no terreno até Cuando-Cubango, penetrando na zona central do território, uma zona estratégica, importante pelos seus recursos naturais e onde se concentrava a população. Por esta altura, as tropas portuguesas controlavam a maioria das populações, as vias terrestres entre as diferentes localidades e as infiltrações de guerrilheiros no território. Chegou mesmo a ser equacionada, por oficiais médios e inferiores do Exército, uma solução política para o conflito como forma de proteger uma das principais fontes de receita que eram os diamantes e o Caminho de Ferro de Benguela. No entanto, o mesmo não pensavam os oficiais superiores, que gozavam de boas condições de vida em Angola, e nem o Governo de Lisboa que continuava intransigente na questão da independência angolana. Por esta altura, assiste-se a uma grande circulação monetária em Luanda.
A partir de 1967, a estratégia do MPLA é o controlo da zona Leste de Angola, junto da fronteira com a Zâmbia. Juntos, o governo do MPLA, a população e a ala armada EPLA começam obter relativo sucesso militar e é criado o conceito de "zona libertada".
Com a abertura da frente Leste, a guerra entra numa nova fase em que todas as forças lutam entre si, e em que o conflito ganha uma dimensão internacional. Em 1968, cerca de 2000 catangueses juntam-se às tropas portuguesas recebendo treino dos Comandos. A UNITA dá apoio a tropas da Organização do Povo do Sudoeste Africano (SWAPO) que circulam entre a Zâmbia e a Namíbia através de Angola, nomeadamente pela região de Cuando-Cubango; em troca, a UNITA recebe armamento de qualidade. A África do Sul, tentando evitar a penetração da SWAPO na Namíbia, fornece pilotos e helicópteros às forças portuguesas. A aliança luso-sul-africana, que depois incluiria a Rodésia, tomaria forma no Exercício Alcora, entre 1970 e 1974.

### De 1968 a 1973
Em 1968, o MPLA cria um novo quartel-general em Teixeira de Sousa, na fronteira com o Congo-Quinxassa, e começa a dirigir-se para Malanje com o objectivo de aí estabelecer a sua IV Região Militar. Após o MPLA ter aberto a frente Leste, em 1966, o Exército de Libertação Nacional de Angola (ELNA), braço armado da FNLA, teve necessidade de se afirmar para não perder terreno militar nem político para os outros movimentos de libertação, nomeadamente o MPLA, cuja imagem ganhava cada vez mais importância. Apoiado pelo Zaire, um grupo de homens instalou-se no interior de Angola para operar precisamente na região Leste. A primeira operação militar data de 19 de Maio de 1968, quando um grupo de 65 homens entra pela fronteira, perto de Teixeira de Sousa, para reconhecimento da localização das forças portuguesas, do MPLA e da UNITA. Neste mesmo ano, o MPLA passa a ser o único movimento angolano a ser reconhecido pela OUA.
Em 1970, o MPLA estava bem consolidado no terreno, sendo o movimento que mais apoio recebia da OUA. A sua zona de influência abrangia uma grande parte do território de Angola, dividido em seis regiões militares, sendo Dembos, Cabinda e Leste as mais activas operacionalmente:
- I RM: Luanda, Dembos e Norte Angolano (1961);[173]
- II RM: Cabinda (1964);[173]
- III RM: Moxico, Cuando-Cubango e Bié (1966);[173]
- IV RM: Lundas (Norte e Sul), Malange e Uíge (1968);[173]
- V RM: Huambo e Benguela (1968);[173]
- VI RM: Huíla, Moçâmedes e Cunene (1970).[173]

A abertura da IV RM pelo MPLA, em 1968, tinha um objectivo mais importante que o controlo de uma região: destinava-se a ligar o Norte ao Leste, sendo dado apoio logístico (armamento e munições, alimentos enlatados e medicamentos) a esta região a partir da Zâmbia – era a designada "Rota Agostinho Neto" que se estendia desde Luena e Lungué-Bungo, ao distrito de Lunda.[ligação inativa] Foi ao longo desta rota que tiveram lugar os maiores combates entre o MPLA e as forças portuguesas.
Porém, os confrontos em simultâneo com o Exército português, assim como com os combatentes da UNITA, e a divergências internas, levam a um enfraquecimento do MPLA e ao enfraquecimento da inicativa militar da frente Leste em 1973, passando a sua iniciativa militar a concentrar-se à região de Cabinda; chegaram mesmo a tentar um novo acordo com o FNLA para a criação de um Conselho Supremo da Libertação de Angola, em Dezembro de 1972, mas sem sucesso. Este acordo provocou divergências internas no MPLA que vê as forças lideradas por Daniel Chipenda, comandante da III Região Militar, a abandonarem o movimento e a regressarem à Zâmbia, não sem antes terem perdido alguns homens em confrontos com os combatentes de Agostinho Neto.
Por seu lado, a FNLA encontra-se numa situação de inactividade militar mas, com o apoio de Mobutu que reforçou a FNLA, voltou a ser reconhecida pela OUA, em 1971. No ano seguinte, a China ajuda o FNLA, no seguimento de relações diplomáticas com o Zaire, mas Mobutu limita essa ajuda com receio de perda de controlo do movimento. A partir desta data, e até ao fim do conflito, as acções da FNLA não passam de pequenas emboscadas e colocação de minas, não havendo contribuição política significativa para a libertação de Angola.
As frequentes dificuldades de armamento e a ameaça do MPLA e da FNLA (que agora recebem apoio chinês), levam a UNITA a alterar a sua estratégia e entrar em conversações com as autoridades portuguesas. Savimbi entra em acordo com madeireiros portugueses – "Operação Madeira" – e com a Zâmbia. Assim, consegue maior margem de manobra na sua zona de actuação e limita a sua actividade sobre o caminho de ferro de Benguela. A "Operação Madeira", iniciada em 1971, permitia "liberdade pessoal e a integridade física" a Savimbi, e é bem vista pelo Governo central que, assim, ganhava mais uma força contra os outros dois movimentos. De acordo com informações militares dos portugueses, a UNITA estava a perder terreno no Leste para o MPLA e, em 1969, cerca de 145 guerrilheiros decidem sair desta organização e voltar para a FNLA. Em 1970, a actividade da UNITA resumia-se a pequenas emboscadas, raptos e ameaças à população. A sua zona de influência é, de novo, afectada, nomeadamente a Oeste onde a FNLA e o MPLA progrediam. Em 1973, o General Joaquim da Luz Cunha substitui Costa Gomes, e a UNITA volta a ser vista como inimigo. A UNITA retomaria as suas acções de guerrilha no início de 1974, voltando a operar com força no leste de Angola e a ameaçar as tropas portuguesas na região.
O ano de 1973 é um ano de alguma acalmia para as tropas portuguesas. O MPLA encontra-se numa situação militar difícil; a UNITA pouca actividade mantinha no terreno; e só a FNLA se mostrava activa a Norte, embora com limitações, dado ter as suas bases estabelecidas no Zaire e ser pressionada por Mobutu para se manter longe da fronteira com Angola. Embora, sem grande actividade, Savimbi aproveita-se da sua situação privilegiada para anunciar a sua área de influência como "zona libertada" a jornalistas estrangeiros, ao mesmo tempo que recebe armamento; o MPLA recebe o apoio de instrutores cubanos e volta a operar na região de Cabinda e a tomar iniciativa no leste; a FNLA opera no Uíge e planeia uma operação em Cabinda.
Numa perspectiva mundial, os Estados Unidos estavam a perder o interesse estratégico nesta região de África, e a tomarem mais atenção ao Sudeste da Ásia, o que implicava uma menor ajuda à FNLA; a União Soviética há já algum tempo que vinha a reduzir o seu apoio ao MPLA. Por outro lado, as informações disponíveis mostravam que, embora Portugal liderasse o conflito militarmente, não conseguiria derrotar as forças angolanas.

### 1974 a 1975: fim do conflito

#### Instabilidade político-militar
Em Lisboa, desde há alguns anos que se desenvolviam organizações de contestação contra a Guerra Colonial. A Ação Revolucionária Armada (ARA), uma organização portuguesa criada pelo PCP na década de 1960, cujo objectivo era a luta armada contra a ditadura fascista, e as Brigadas Revolucionárias, uma organização de esquerda, lutavam contra as guerras coloniais. Realizaram diversas operações de sabotagem e ataques à bomba a alvos militares, como os ataques à base aérea de Tancos onde destruíram vários helicópteros, em 8 de Março de 1971, e sede à da NATO no concelho de Oeiras, em 27 de Outubro do mesmo ano. Destaque-se, também, as sabotagens aos navios Cunene, Vera Cruz (de transporte de tropas) e Niassa, em 9 de Abril de 1974. A falta de popularidade da Guerra Colonial entre muitos portugueses, alguns deles universitários, levou à criação de vários jornais e revistas da esquerda radical, como o Cadernos Circunstância, Polémica Cadernos Necessários, Tempo e Modo que apelavam por soluções políticas para os problemas coloniais.

#### 25 de Abril de 1974 e cessar-fogo
No último ano do conflito, a opinião generalizada entre os militares era a de que esta guerra se encontrava numa situação insustentável. O desconforto dos militares portugueses dá o seu primeiro sinal oficial em Agosto de 1973 com a contestação a um decreto-lei que incorporava oficiais milicianos que não tinham participado na guerra; o decreto-lei atribuía-lhes o posto de Capitão passando a comandantes de uma companhia de caçadores. No seguimento desta contestação, é criado o Movimento dos Capitães que, em Setembro, apresenta um pedido individual de demissão de oficial do Exército. Nos meses seguintes, o movimento reuniu-se em vários locais de Portugal, Guiné, Moçambique e Angola, para prosseguir com a mobilização dos oficiais e a pensar numa revolução. No início de 1974, depois de graves acontecimentos em Moçambique, o Movimento dos Capitães reúne-se, e expõe as suas preocupações numa carta ao General Spínola, assinada por 180 oficiais. Em Lisboa também se dão movimentações políticas e, em Março, tanto Costa Gomes como Spínola, são demitidos, o que determina o fim das operações militares em Angola. A crescente instabilidade em Portugal culminaria em 25 de Abril de 1974, com a Revolução dos Cravos, um golpe de estado realizado pela esquerda militar em Lisboa, que depôs o governo de Marcelo Caetano.
O "25 de Abril" terá apanhado de surpresa os movimentos de libertação de Angola assim como as grandes potência mundiais, que tinham reduzido o seu apoio aos movimentos. A China, por seu lado, viu aqui uma oportunidade de aumentar a sua influência na região enviando 100 instrutores militares para apoiar a FNLA; não querendo ficar para trás, a URSS fez o mesmo com o MPLA. Do lado angolano, as três forças de libertação continuavam sem chegar a um entendimento, embora já tivessem sido feitas algumas tentativas para a constituição de organismos comuns às duas organizações, nomeadamente entre o MPLA e a FNLA, em 1966 e 1972. Militarmente, a FNLA era o mais forte dos movimentos, e preparava-se para operações no Norte; a UNITA estava, nesta altura, limitada ao Huambo e ao Bié, com uma pequena estrutura militar, o que lhe retirava poder negocial; e o MPLA passava por momentos difíceis internamente devido a uma cisão com a saída dos irmãos Andrade que tinham criado a "Revolta Activa".
Em Julho de 1974, o Almirante Rosa Coutinho, politicamente próximo do MPLA, é nomeado para presidente da Junta Governativa de Angola, ao mesmo tempo que Agostinho Neto consegue assumir, de novo, o controlo do MPLA, que se encontrava numa fase bastante negativa de disputas internas. No entanto, na primeira conferência do partido, ocorrida em Lusaca, Neto e Chipenda obtêm a mesma votação, provocando nova separação entre ambos, e dando origem, posteriormente, às Forças Armadas Populares de Libertação de Angola (FAPLA) apoiantes de Neto.

#### Acordo do Alvor
Até ao final do ano, foram vários os confrontos entre as forças de libertação, sendo o principal motivo o controlo da capital, Luanda. Após o cessar-fogo com os portugueses em Outubro, no mês seguinte os três movimentos entram em Luanda, ocorrendo violentos confrontos a 10 de Novembro dos quais resultaram cerca de 50 mortos. Até ao final do ano serão assinados, novamente, novos acordos entre eles, mas os confrontos iriam continuar, intermitentemente, não só em Luanda, como por todo o país. No início de 1975, a 3 de Janeiro, os três movimentos, pressionados pela OUA, reuniram-se em Mombaça e assinaram um acordo de entendimento em que ficou estabelecido unirem-se numa única frente independente para negociar com Portugal e manter a paz em Angola.
Finalmente, a independência de Angola foi estabelecida a 15 de Janeiro de 1975, com a assinatura do Acordo do Alvor, no Algarve, entre os três movimentos no conflito e o  Governo português. Foi igualmente estabelecida a formação de um Governo de Transição, composto por todas as partes que assinaram o acordo, assim como a integração das três forças numa única Força Militar Mista, que também incluía, até 29 de Fevereiro de 1976, militares das Forças Armadas Portuguesas. A independência e a passagem de soberania ficaram marcadas para o dia 11 de Novembro desse ano.

## Acção psicológica e Aldeamentos
Durante a Guerra Colonial Portuguesa, as forças portuguesas utilizaram a designada Acção Psicológica (baseada na doutrina militar estadunidense e francesa), cujo objectivo era obter o apoio da população; desmoralizar o inimigo, procurando mesmo que este passasse a cooperar com o seu adversário; e manter elevado o moral das próprias tropas. Para controlar e conquistar "o coração" das populações, foram criados de programas de educação, ajuda sanitária, económica e religiosa, dando-lhes melhores condições de vida, através dos chamados "aldeamentos" e "reordenamento rural".
O principal objectivo do programa de aldeamentos a Norte e a Leste era o controlo da população, nomeadamente em zonas onde se verificava mais acção. Nas regiões Centro e Sul, onde os confrontos foram em muito menor número, não era suposto ter lugar o dito programa. Nestas regiões, o frente-a-frente entre os colonos europeus e a população local era pela posse de terras e pelos mercados. No início da década de 1970, cerca de um milhão de pessoas tinham sido realojadas no âmbito do programa.
Após o início do conflito, centenas de milhar de angolanos refugiaram-se no vizinho Zaire, a norte de Angola. Esta saída em massa da população acabou por provocar um forte abandono das plantações de café. Por isso, uma das preocupações das forças portuguesas foi o criar aldeamentos na região Norte do país para assim atrair a população; uma parte considerável dos refugiados acabaria por regressar, criando, de novo, condições para a produção de café que, embora melhorasse a situação de vida dos refugiados dando-lhes emprego, servia mais os interesses económicos de Portugal. No entanto, dado o elevado esforço de guerra português ao longo do conflito, o orçamento atribuído aos programas educacionais era cada vez mais reduzido, deteriorando, assim, a qualidade do ensino, do apoio social e do emprego. A Norte, o programa não teve o sucesso esperado, pois a acção dos movimentos nacionalistas limitava-se a entradas em território angolano a partir das bases que tinham no Zaire, e o contacto com as populações era diminuto.
As forças de libertação, no caso, o MPLA e a UNITA, ter-se-ão apercebido da estratégia portuguesa e, em meados da década de 1960 começaram preparar a concentrar as suas forças na frente Leste. Portugal, partindo do princípio de que os ataques se iriam processar de forma idêntica ao Norte, iniciou, também, uma concentração das suas tropas na fronteira com a Zâmbia, descurando a zona rural onde se situavam as populações que davam apoio aos nacionalistas. Com o início dos combates na frente Leste verificou-se um novo êxodo da população angolana para a Zâmbia e para o Botswana. De novo, Portugal utilizou os "aldeamentos" para segurar as populações e, de acordo com os militares, até 1969, mais de 70% daquelas estavam já realojadas. O programa de realojamento da região Leste foi mais difícil do que o da região Norte dado o contacto prévio havido entre os guerrilheiros e a população, havendo uma maior resistência desta perante a acção mais violenta dos portugueses. A qualidade do programa nesta região acabou por se revelar de inferior qualidade, chegando mesmo a piorar a situação económica e social da população, tal como no Norte, não só pelo aumento das despesas de guerra, como pela resistência em arranjar mão de obra qualificada para ir trabalhar para uma zona de maior conflito. Também nesta região se verificou uma forte diminuição da actividade agrícola que poria em causa o abastecimento de bens alimentares. Embora Portugal conseguisse controlar a população, no início de 1970, os ataques dos guerrilheiros às tropas portuguesas, e às aldeias, tiveram um aumento significativo face ao ano anterior; este facto é também verificável face ao aumento das zonas controladas pelos movimentos nacionalistas.
A região Centro de Angola, zona com maior densidade populacional, era maioritariamente habitada pelos ovimbundos. Dado haver haver alguma colaboração destes com os portugueses, e pelo facto de esta região se localizar longe das fronteiras com a Zâmbia e com o Zaire, não era expectável que houvesse alguma ligação significativa com os guerrilheiros. Assim, o Governo português garantiu que o programa de realojamento da população não teria lugar nesta zona. No entanto, um ano após a abertura da frente Leste, em 1966, as forças de libertação estavam a evoluir favoravelmente no terreno, o que causou sérias preocupações entre as forças portuguesas, levando a que o Governo recuasse nas suas promessas de não haver aldeamentos, sendo estes implementadas a partir de 1968. A população, por seu lado, não compreendeu o porquê desta decisão dado viverem longe das zonas de conflito; pensavam que era uma forma de os colonos tomarem posse das suas terras. De facto, entre 1968 e 1970, a terra ocupada pelos colonos no Huambo duplicou; em contrapartida, a terra arada pela população nativa reduziu em mais de um terço. O aumento de terra na posse dos colonos era vista como um aumento da segurança para os portugueses.
O programa de concentração da população na região Sul foi a que menos sucesso teve dada a natureza económica e social da população: eram nómadas, ou semi-nómadas, dedicados à pastorícia ou à agro-pastorícia. As ligações que tinham à cultura ocidental eram mínimas, e defendiam as suas tradições e independência. Por outro lado, as características geográficas do sul de Angola - zonas áridas e semi-áridas - dificultava as manobras dos guerrilheiros, pela escassa existência de vegetação. Assim, haveria pouca probabilidade de os habitantes do sul se envolverem no conflito. Nesta região, os aldeamentos causaram sérios danos ao nível económico e cultural das populações pois foram  afastados da terra onde sempre viveram. Dada a resistência de alguns em serem realojados, e de alegados contactos com os guerrilheiros, a PIDE foi chamada para o terreno. Para além de razões militares, havia também a questão da vontade de aumentar a posse de terras pelos colonos que, segundo estes, conseguiam conseguiam obter mais produtividade na criação de gado, com o seus meios mais avançados, que os angolanos. Desta forma, várias terras foram ocupadas tanto por fazendeiros portugueses como pelo próprio Governo. No entanto, se uns defendiam os aldeamentos, pois ficariam com mais terras, outros viam o programa de realojamento como uma desvantagem comercial pois ficavam sem quem lhes adquirisse os seus produtos. No fim, porém, quem ditava as ordens eram os militares, e não os fazendeiros ou comerciantes. Embora tivesse sido decidida uma redução dos aldeamentos, por parte dos militares, pois havia mais propaganda nacionalista entre a população realojada, aqueles continuaram dado o projecto, entre Portugal e a África do Sul, de construir uma série de barragens ao longo do rio Cunene.
Em relação ao inimigo, a táctica dos portugueses era criar um fosso entre os guerrilheiros e a população, tentando criar uma má imagem daqueles junto desta; tentava-se, ainda, apelar à sua rendição garantindo-lhes toda a ajuda. Por seu lado, as forças independentistas dirigiam-se às populações com ideais de justiça, paz, independência e auto-determinação.
Entre as tropas portuguesas também também era aplicada a acção psicológica reforçando-lhes o moral e transmitindo-lhes a ideia de que combatiam uma causa justa, recorrendo-se da exaltação patriótica. Organizações como o Movimento Nacional Feminino (MNF) e a Secção Feminina da Cruz Vermelha Portuguesa (CVP), foram de grande importância entre as tropas ao utilizarem a figura da mulher para, moralmente, os fortalecer através de eventos, como a festa de Natal, visita de artistas, angariação das madrinhas de guerra para troca de correspondência entre os soldados, apoio a feridos e envio de lembranças.

## Rescaldo

### Portugal

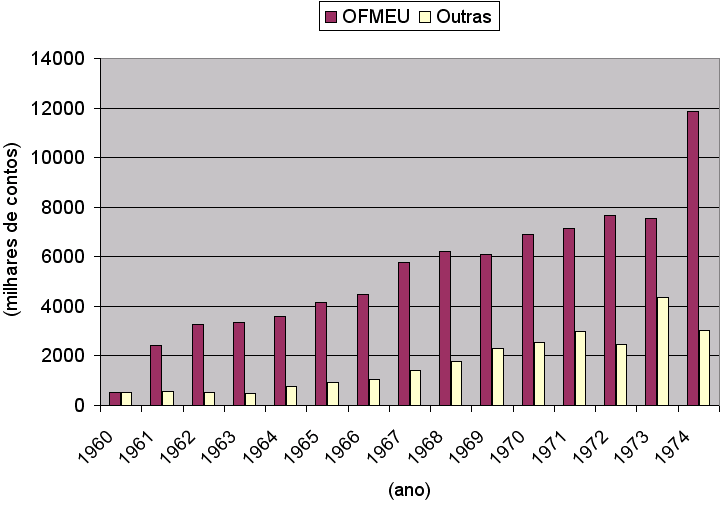
O gráfico mostra o aumento das despesas militares durante a Guerra Colonial, As barras amarelas representam despesas orçamentadas, e as cor-de-vinho as extraordinárias.

Após o "25 de Abril", Portugal, durante o processo de descolonização, assistiu a um regresso forçado de milhares de pessoas, os chamados "retornados". O número de retornados não é certo mas, do total registado nos censos de 1981 - 505 078 - cerca de dois terços vinham de Angola, e grande parte dos retornados era natural de Angola. Ainda assim, mesmo nas condições difíceis em que o país ficou, cerca de 10% dos antigos colonos permaneceram no país. No período que decorreu de Maio a Novembro de 1975, decorreu uma operação de salvamento de civis por via aérea que, no total, transportou para Lisboa 173 982. Por via marítima, meio menos utilizado, viajariam para Portugal 25 131 cidadãos, entre 1974 e 1975.
A opinião generalizada dos retornados sobre a guerra é de que o conflito fez-se para acabar com o colonialismo e não contra os brancos, embora haja também um ponto de vista que defende que o objectivo era expulsar os colonos e apropriar-se dos seus bens. Quando se deu o "25 de Abril" em Portugal, muitos dos portugueses que foram trabalhar para Angola, e também aqueles que eram naturais de lá, viram a revolução como uma possível hipótese de autonomia. Com a guerra, Angola assistiu a um forte desenvolvimento de várias infraestruturas - estradas, pontes, aeroportos, caminhos-de-ferro - construídas para apoiar logisticamente o esforço de guerra dos portugueses. Estas infraestruturas eram fulcrais ao nível comercial num país de grande dimensão que precisava exportar a sua produção. As diversas indústrias aí instaladas, mesmo como as empresas e as fábricas, assistiram a um grande desenvolvimento durante a guerra; a possibilidade de autonomia face a Portugal só traria mais vantagens. Tal não aconteceria, pois pouco tempo antes da assinatura do primeiro cessar-fogo (com a UNITA, em Junho de 1974), as forças de libertação entrariam em conflito entre si, com períodos pontuais de acalmia.
Várias cidades, vilas e aldeias fundadas pelos portugueses, e que se desenvolveram sob o governo de Portugal, viram os seus nomes alterados após a independência, por exemplo, Nova Lisboa para Huambo, Vila Marechal Carmona para Uíge ou São Salvador do Zaire para Mabanza Congo. Todas as estátuas e monumentos colocados que lembrassem o período da permanência portuguesa foram retiradas.
A Guerra Colonial consumiu cerca de 44% do orçamento português. Este gasto excessivo, desviou fundos necessários ao desenvolvimento das infraestruturas em Portugal e contribuiu para a instabilidade crescente na nação europeia. No entanto, o crescimento do PIB português durante o período da Guerra Colonial, 1961-1974, foi grande, atingindo uma taxa média de crescimento de 6%. O PIB das  províncias ultramarinas de África teve, também, um crescimento significativo, juntamente com a construção de infraestruturas.

### Independência de Angola e Guerra Civil

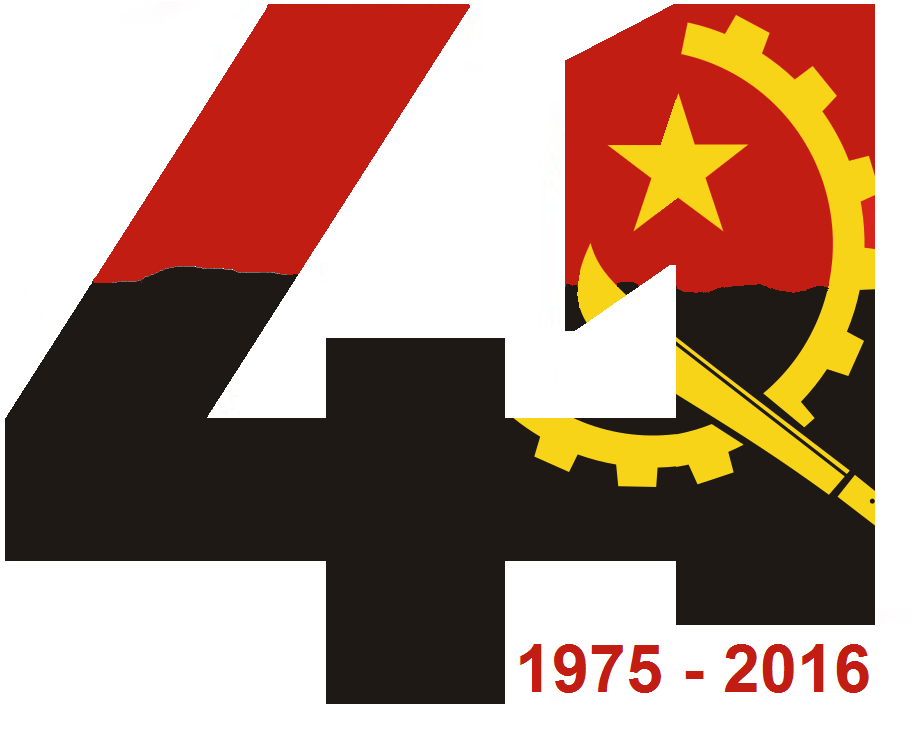
Logótipo dos 41 anos da independência de Angola

Após o fim do conflito entre Portugal e as três forças de libertação angolanas, estas ocuparam os edifícios deixados vagos com a partida dos portugueses. Com um governo de transição formado pelos três movimentos e com representação portuguesa, o sentimento de paz aproximou as populações dos centros urbanos. No entanto, pouco tempo depois, têm início combates entre os três movimentos, nomeadamente entre o MPLA e a FNLA, com vista ao controlo das diferentes regiões de Angola. Os principais países aliados das forças independentistas, União Soviética, Cuba, Estados Unidos e China, encararam o Acordo do Alvor como apenas mais um efémero acordo e, na prática, o Governo de Transição pouca acção teve nos meses que se seguiram à assinatura do Acordo: se, por um lado, os três movimentos angolanos não se entenderam, por outro lado, o clima político em Portugal era de revolta, desta vez por parte da ala direita, que tentou um golpe militar, falhado, liderado pelo general Spínola, a 11 de Março. Esta instabilidade política em Portugal, o Verão Quente, levou a uma menor atenção para Angola, ao mesmo tempo em que as tropas se recusavam a lutar naquele país.
Por esta altura, a África do Sul, que apoiava Portugal há alguns anos, vê o crescente aumento de influência do MPLA como uma ameaça à sua presença em Angola, nomeadamente ao projecto de construção da barragem de Cunene, e envia tropas para Calueque para protecção dos trabalhadores. O governo português, de esquerda neste período, não vê com bons olhos a entrada daquelas tropas. De tendência anticomunista, as forças sul-africanas depressa se uniram à UNITA e à FNLA, apoiando-os militarmente. Verificando tratar-se de uma séria ameaça ao MPLA, Cuba decide, então, intervir no conflito.
Com o apoio dos seus respectivos aliados, o MPLA, a UNITA e o FNLA dão início a uma guerra civil que iria durar de 1975 até 2002. O principal confronto seria entre o MPLA, apoiado pela União Soviética e por Cuba, e a UNITA, na zona sudoeste de Angola; as forças do FNLA encontravam-se inseridas no exército da África do Sul. O MPLA, constituído por elites e reconhecido pela OUA, foi o movimento dominante nos anos que se seguiram à independência.
A partir do dia 11 de Novembro de 1975, dia da independência de Angola, mais de 30 países envolveram-se na longa guerra civil que se seguiu, apoiando ao nível logístico e em equipamentos os três movimentos. A União Soviética e Cuba aproveitaram o momento — a saída de Portugal (as últimas tropas chegam a Lisboa em 23 de Novembro) e situação de fragilidade dos Estados Unidos —, para aumentarem o seu apoio ao MPLA. Pela frente iriam encontrar a ajuda do Zaire e da África do Sul que não queriam ficar para trás no processo de descolonização de Angola.
Com o abandono de milhares de cidadãos portugueses, Angola viu-se perante uma situação económica e administrativa difícil, pois ficou sem uma boa parte da mão de obra qualificada, sem um governo organizado e em situação de guerra. As importantes indústrias do café e dos diamantes que, durante uma significativa parte da guerra assistiram a um forte aumento das exportações, estagnaram, mantendo-se, no entanto, em pleno funcionamento a do petróleo, no enclave de Cabinda que, a partir de 1974, regista um forte aumento das exportações. O país depois da independência também aumentou a dependência em relação as receitas da extração do petróleo.

### Principal
- Revista Visão (2011). Angola 1961, o começo da Guerra Colonial. [S.l.: s.n.]
- Africa Watch Committee (1993). Land mines in Angola (em inglês). EUA: Human Rights Watch. ISBN 1-56432-091-X
- Garcia, Rita (2011). S.O.S. Angola, Os dias da ponte aérea. Lisboa: Rita Garcia e Oficina do livro-Sociedade Editorial, Lda. ISBN 978-989-555-810-0
- Goirand, Camille (2004). Violences et contrôle de la violence au Brésil, en Afrique et à Goa (em inglês). [S.l.]: KARTHALA Editions
- Chabal, Patrick; Vidal, Nuno (2008). Angola: the weight of history (em inglês). Nova Iorque: Columbia University Press. ISBN 978-0-231-70015-3
- George, Edward (2005). The cuban intervention in Angola, 1965-1991: from Che Guevara to Cuito Cuanavale (em inglês). Nova Iorque: Frank Cass. ISBN 0-415-35015-8
- Hernandez, Leila Leite (2008). A África na sala de aula. Visita à história contemporânea. São Paulo: Selo Negro. ISBN 978-85-87478-31-3
- Marcum, John (1969). The Angolan Revolution. I. Cambridge/Mass. & Londres: MIT Press. ISBN 0-262-13136-6
- Marcum, John (1978). The Anatomy of an Explosion (1950-1962). Exile Politics and Guerrilla Warfare (1962-1976). II. Cambridge/Mass. & Londres: MIT Press. ISBN 0-262-13136-6
- Melo, João de (1988). Os Anos da guerra, 1961-1975: os portugueses em África - crónica, ficção e história. Lisboa: Publicações D. Quixote. ISBN 972-20-1481-1
- Menezes, Solival (2000). Mamma Angola: sociedade e economia de um país  nascente (em inglês). São Paulo: Editora da Universidade de São Paulo-Fapesp. ISBN 85-314-0528-9
- Okoth, Assa (2006). A History of Africa: African nationalism and the de-colonisation process (em inglês). Nairóbi: East African Publishers. ISBN 9966-25-358-0
- Pélissier, René (1978). La colonie du Minotaure: Nationalismes et revoltes en Angola (1926-1961) (em francês). Montamets/Orgeval: René Pélissier. 727 páginas
- Wright, George (1997). The destruction of a nation: United States' policy towards Angola since 1945 (em inglês). Londres, Chicago: Pluto Press. ISBN 0-7453-1030-3

### Complementar
- Ajayi, J. F. Ade (2010). História Geral da África. África do século XIX à década de 1880. VI. Brasília: UNESCO. ISBN 978-85-7652-128-0
- Andrade, Mário de; Ollivier, Marc (1971). La guerre en Angola. Paris: Maspero
- Almeida, Benjamin (2011). Angola – O Conflito na Frente Leste. Lisboa: Âncora Editora. ISBN 978-9-727-80315-6
- Antunes, José Freire. Guerra de África (1961-1974). Lisboa: Círculo do Livro
- Antunes, José Freire (1980). O Império com Pés de Barro. Colonização e descolonização, as ideologias em Portugal. Lisboa: Dom Quixote
- Appiah, Anthony; Gates, Henry Louis (2010). Encyclopedia of Africa (em inglês). I. [S.l.]: Oxford University Press. ISBN 0195337700
- Barnett, Don; Harvey, Roy (1972). The Revolution in Angola: MPLA Life Histories and Documents. Indianapolis & Nova Iorque: Bobbs-Merrill
- Bender, Gerald J. (1978). Angola under the Portuguese: the myth and the reality (em inglês). Berkeley & Los Angeles: University of California Press. ISBN 0-520-03221-7
- Bobb, F. Scott; Kisangani, Emizet François (2010). Historical Dictionary of the Democratic Republic of the Congo (em inglês). I 3 ed. Maryland: Scarecrow Press, Inc. ISBN 978-0-8108-5761-2
- Brockey, Liam Matthew (2008). Portuguese colonial cities in the early modern world (em inglês). Farnham: Ashgate Publishing Limited. ISBN 978-0-7546-6313- Verifique |isbn= (ajuda)
- Bruce, Neil (1973). Portugal's African Wars. Londres: Institute for the Study of Conflict
- Cann, John (1998). Contra-insurreição em África, 1961-1974: o modo português de fazer a guerra. São Pedro do Estoril: Ed. Ateas
- Cardoso, António Silva (2010). Angola: Anatomia de uma tragédia 7.ª ed. Alfragide: Oficina do Livro. ISBN 972-8579-20-9
- CEDETIM (1977). Angola: la lutte continue. Paris: Marspero
- Cabrita Mateus, Dalila; Mateus, Álvaro (2011). Angola 61. Lisboa: Texto Editores. ISBN 978-9-724-74280-9
- Chilcote, Ronald (1972). Emerging Nationalism in Portuguese Africa. Stanford: Hoover Institution Press
- Clarence-Smith, Gervase (1985). The third Portuguese empire, 1825-1975: a study in economic imperialism (em inglês). Manchester: Manchester University Press. ISBN 0-7190-1719-X
- Clarence-Smith, Gervase (2008). O III Império Português (1824-1975). Lisboa: Sextante
- Clington, Mário de Souza (1975). Angola libre?. Paris: Gallimard
- Colonialismo e Lutas de Libertação: Sete Cadernos da Guerra Colonial. Porto: Afrontamento. 1974
- Cunha, Joaquim da Luz; et alii (1977). África: A vitória traída. Lisboa: Ed. Intervenção
- Davidson, Basil (1972). In the Eye of the Storm: Angola's People. Garden City/NY: Doubleday. ISBN 0-385-03179-3
- Fonseca, Ana Sofia (2011). Angola, Terra Prometida. Lisboa: Esfera dos Livros. ISBN 978-9-896-26307-2
- Heimer, Franz-Wilhelm (1976). Les dilemmes de la décolonisation en Angola. Luvaina: Cultures et Développement
- Hen, Albert Adu Boa (2010). História Geral da África. África sob dominação colonial, 1880-1935. VII. Brasília: UNESCO. ISBN 978-85-7652-129-7
- Huibregtse, P.K. (1978). Angola: the real story. Haia: Zuid-Hollandsche Uitgeversmaatschappij
- Humbaraci, Arslan; Muchnik, Nicole (1974). Portugal's African Wars: Angola, Guinea-Bissau, Mozambique. Londres & Basingstoke: Macmillan
- Mateus, Dalila Cabrita & Álvaro Mateus, Angola 61: Guerra Colonial: Causas e Consequências. O 4 de Fevereiro e o 15 de Março, Alfragide: Texto Editores, 2011
- James, Wendy; Mills, David (2005). The qualities of time: anthropological approaches (em inglês) 3 ed. Nova Iorque: Berg. ISBN 1-84520-074-8
- Lara, Lúcio (1997–1998). um amplo movimento...:Itinerário do MPLA através de documentos de Lúcio Lara. Luanda: Lúcio e Ruth Lara. 2013 páginas
- Lloyd-Jones, Stewart; Pinto, António Costa (2003). The Last Empire: Thirty years of Portuguese Decolonization (em inglês). Bristol: Intellect
- M'Bokolo, Elikia (2007). Africa Negra: História e Civilizações. Do século XIX aos nossos dias. II. Lisboa: Edições Colibri. 978-972-772-697-4
- Melo, António;  et al. (1974). Colonialismo e guerras de libertação: Sete cadernos sobre a guerra colonial Porto ed. [S.l.]: Afrontamento
- Meneses, Filipe Ribeiro de (2010). Salazar. Uma Biografia Política 2.ª ed. Nova Iorque: D. Quixote. 803 páginas. ISBN 978-972-20-4005-1
- Merriam-Webster (2001). Merriam-Webster's geographical dictionary 3.ª ed. Filipinas: Merriam-Webster, Inc.
- Miah, Malik (1976). Angola: The Hidden History of Washington's War. Nova Iorque: Pathfinder Press
- Minter, William (1972). Imperial Network and External Dependency: The Case of Angola (em inglês). Beverly Hills & Londres: Sage
- Minter, William (1988). Operation Timber: Pages from the Savimbi Dossier (em inglês). New Jersey: Africa World Press, Inc. ISBN 0-86543-104-3
- Moreira de Sá, Tiago (2011). Os Estados Unidos e a Descolonização de Angola. Lisboa: Dom Quixote. ISBN 978-9-722-04522-3
- Nunes, António L. P. Angola 1961. Da Baixa do Cassange a Nambuangongo. [S.l.]: Prefácio. ISBN 978-9-728-81636-0
- Okuma, Thomas (1962). Angola in Ferment: The Background and Prospects of Angolan Nationalism. Boston: Beacon Press
- Pacheco, Carlos (2010). Angola um Gigante com Pés de Barro. [S.l.]: Vega. ISBN 978-9-726-99960-7
- Peixoto, Carolina Barros Tavares (2009). Limites do Ultramar Português, possibilidades para Angola: O debate político em torno do problema colonial (1951-1975) (PDF). Niterói: [s.n.]
- Pélissier, René (1974). La guerre en Angola oriental. Revue française d'études politiques africaines. [S.l.: s.n.]
- Pinto, António Costa (1999). História da Expansão Portuguesa: Último império e recentramento (1930-1998). 5. Navarra: Circulo de Leitores. pp. 65–101
- Rocha, Edmundo (2003). Angola: Contribuição ao estudo da Génese do Nacionalismo Moderno Angolano (período de 1950-1964). Testemunho e estudo documental. Luanda / Lisboa: Kilombelombe / Edmundo Rocha
- Rocha, José Marques (2002). A descolonização de 24 de abril de 1974 a 11 de novembro de 1975. Angola: Os mensageiros da guerra. Braga: Grafibraga
- Sardinha, João (2009). Immigrant associations, integration and identity: Angolan, Brazilian and Eastern European Communities in Portugal. Amsterdam: Amsterdam University Press. ISBN 978-90-8964-036-9
- Silva Cardoso, António (2010). Angola. Anatomia de Uma Tragédia. Lisboa: Oficina do Livro. ISBN 978-9-728-57920-3
- Schubert, Benedict (2000). A Guerra e as Igrejas: Angola 1961 - 1991. Basileia: Schlettwein
- Shillington, Kevin (2005). Encyclopedia of African history: A-G (em inglês). I. Nova Iorque & Londres: Taylor & Francis Group. ISBN 0-57958-245-1 Verifique |isbn= (ajuda)
- Teixeira, Rui de Azevedo (2010). A Guerra de Angola 1961-1974. [S.l.]: Quidnovi. ISBN 978-9-896-28189-2
- Torrão, Susana (2011). Anjos na Guerra. Lisboa: Oficina do Livro. ISBN 978-9-895-55780-6
- Valentim, Jorge Alicérceres (1969). Qui libère l'Angola. Bruxelas: Coppens
- Wheeler, Douglas (1976). African Elements in Portugal's Armies in Africa (1961-1975). Armed Forces and Societies. [S.l.: s.n.]
- Wheeler, Douglas; Pélissier, René (2011). História de Angola. Lisboa: Tinta da China. ISBN 978-9-896-71074-3